# Histoire de Chrysler

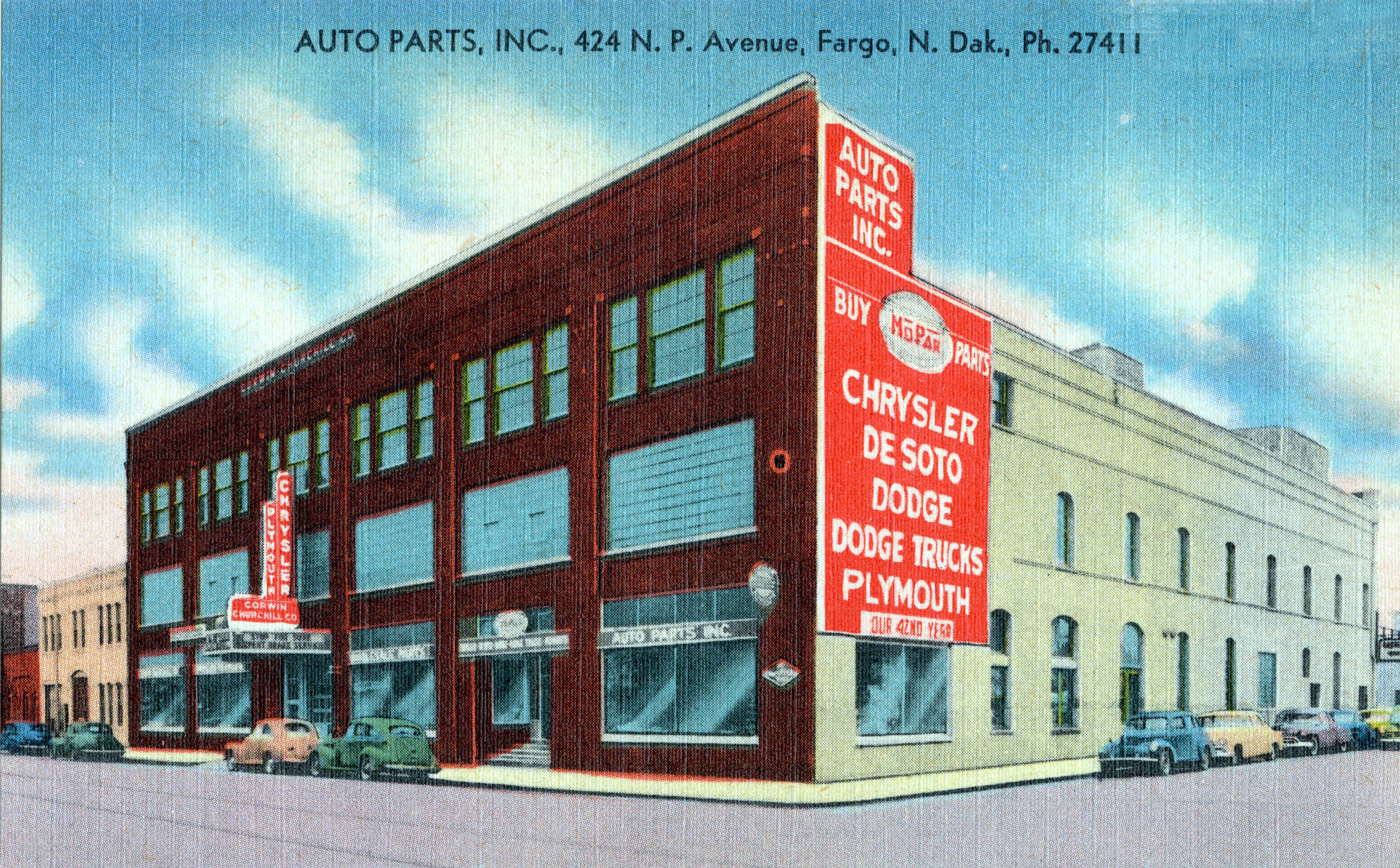
Concession, des marques automobiles Chrysler, DeSoto, Dodge et Plymouth (1930–1945).

Chrysler, grand constructeur automobile américain, a été fondé dans les années 1920, puis racheté en 2011 par le groupe italien FIAT. Depuis la fusion de FCA avec PSA en 2021, il est intégré dans le groupe Stellantis. L’histoire de Chrysler comprend des innovations techniques, une haute finance, de larges alternances entre profits et pertes, diverses fusions et acquisitions et la multinationalisation.

## Origines

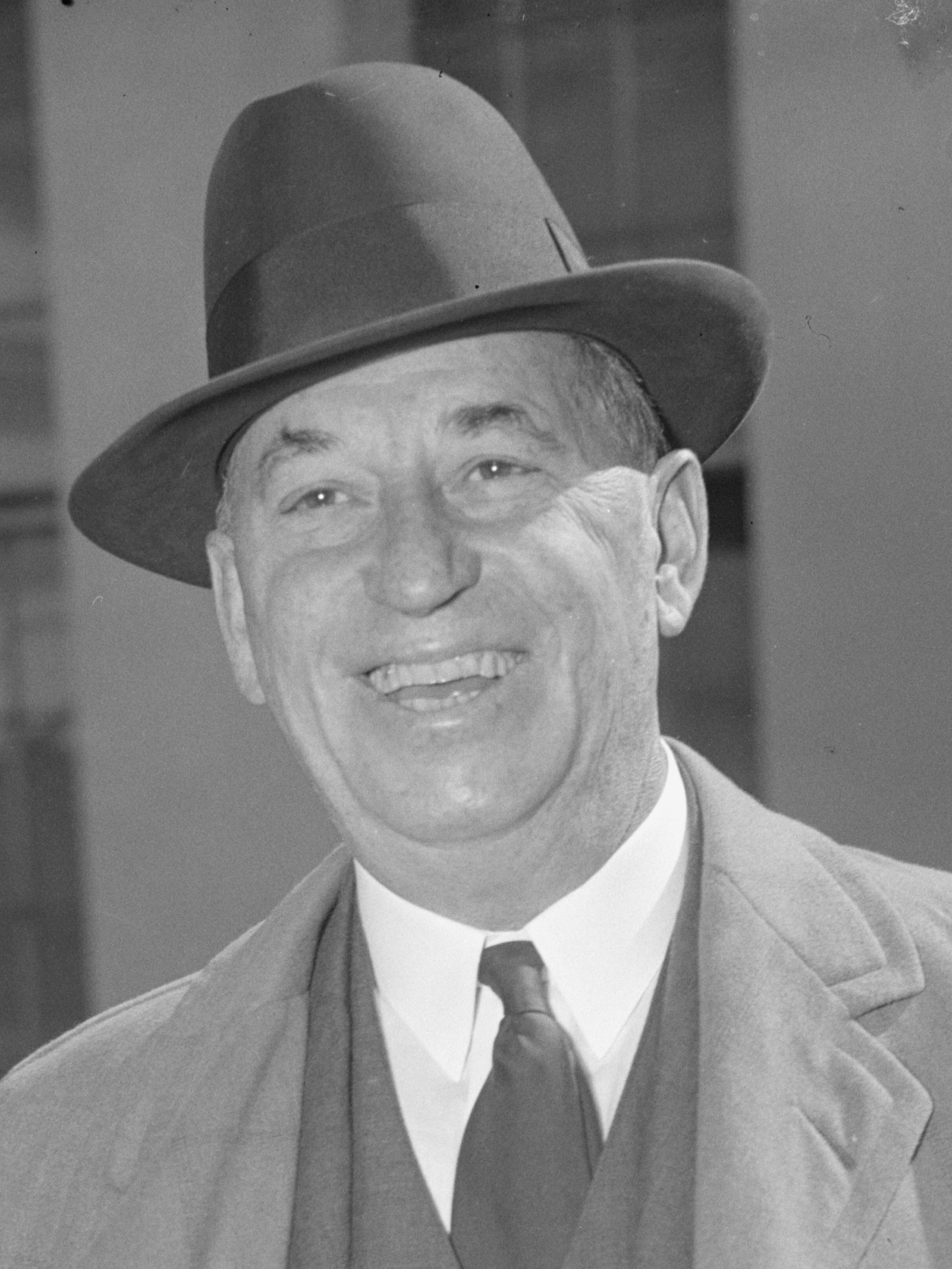
Walter Chrysler

Chrysler a été fondé par Walter Chrysler le 6 juin 1925, lorsque la Maxwell Motor Company (fondée en 1904) a été réorganisée en société Chrysler.
Walter Chrysler était initialement arrivé dans la société Maxwell-Chalmers au début des années 1920, après avoir été embauché pour reprendre en main les opérations en difficulté de la société (juste après un travail de sauvetage similaire chez le constructeur automobile Willys.).
À la fin de 1923, la production des automobiles Maxwell Chalmers est arrêtée.
Puis, en janvier 1924, Walter Chrysler lança une voiture éponyme. La Chrysler 70 (également appelée B-70) était une voiture à 6 cylindres, conçue pour fournir aux clients une voiture sophistiquée et bien conçue à un prix plus abordable que prévu. (Les éléments de cette voiture sont remontés à un prototype qui était en développement chez Willys à l'époque où Chrysler était là).

### Innovations d'ingénieurie
La Chrysler d'origine de 1924 comprenait un filtre à air de carburateur, un moteur à haute compression, une lubrification sous pression intégrale à l'intérieur du moteur et un filtre à huile, à une époque où la plupart des voitures étaient équipées de toutes ces caractéristiques. Parmi les innovations figurent les premiers freins hydrauliques à quatre roues produits en série, un système presque entièrement conçu par Chrysler avec des brevets cédés à Lockheed. Chrysler fut le pionnier des supports de moteur en caoutchouc pour réduire les vibrations.
Chrysler a également mis au point une jante à nervures, conçue pour empêcher un pneu dégonflé de se dégager de la roue. Cette roue de sécurité a finalement été adoptée par l’industrie automobile mondiale.
Après l’introduction de la Chrysler, la marque Maxwell fut abandonnée après 1925. La nouvelle Chrysler à 4 cylindres, moins chère, introduite en 1926 est une Maxwell rebadgée. L’ingénierie et les tests avancés des voitures de la Chrysler Corporation ont permis à la société d’occuper la deuxième place des ventes aux États-Unis d’ici 1936, position qu’elle occupera pour la dernière fois en 1949.

### Premiers modèles
- Chrysler 70
- Chrysler Touring

## Marques automobiles

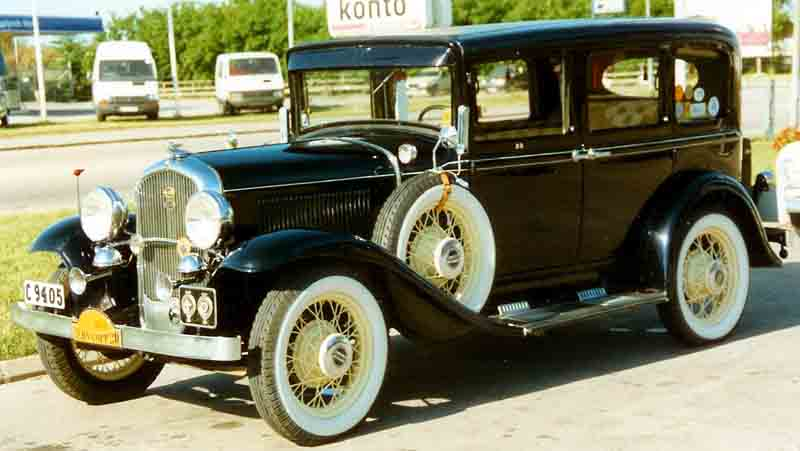
1931 Plymouth

En 1928, Chrysler a commencé à diviser ses offres de véhicules par classe de prix et fonction. La marque Plymouth a été introduite sur le segment des bas prix du marché (créé essentiellement en retravaillant une fois encore le modèle à 4 cylindres de Chrysler). Au même moment, la marque DeSoto était introduite dans le domaine des prix moyens. Peu de temps après, Chrysler racheta la société de camions et d’automobiles Dodge Brothers et lança la gamme de camions Fargo. À la fin des années 1930, les divisions DeSoto et Dodge échangèrent des places dans la hiérarchie des entreprises. Cette prolifération de marques sous l'ombrelle de Chrysler aurait pu être inspirée par la stratégie similaire employée avec succès par General Motors. À partir de 1955, Imperial, l'ancien haut de gamme de la marque Chrysler, devint une marque distincte et, en 1960, la Valiant fut également présentée comme une marque distincte. Sur le marché américain, Valiant est devenu un modèle dans la ligne Plymouth et la marque DeSoto a été arrêtée pour 1961. À ces exceptions près par année et par marché, la gamme de prix les plus bas aux plus élevés de Chrysler des années 1940 aux années 1970 était celle de Valiant, Plymouth, Dodge, DeSoto, Chrysler et Imperial. Après avoir acquis l'American Motors Corporation en 1987, Chrysler a rempli l'une des conditions de vente d'AMC en créant la marque Eagle en 1988, qui sera vendue chez les concessionnaires AMC-Jeep existants. La marque Eagle a duré une décennie et a été abandonnée en 1998, tandis que Plymouth a été fermé trois ans plus tard.
En 2001 et en septembre 2009, la société comptait trois marques dans le monde: Dodge, Jeep et Chrysler. Cependant, à compter d'octobre 2009, une quatrième marque a été créée, Ram Trucks, une percée de la marque Dodge. À l’origine, la nouvelle marque consistait en un Pick-Up Ram, une camionnette compacte Dakota et la fourgonnette Sprinter. Lors du dévoilement du plan d'entreprise de Chrysler le 5 novembre, le PDG Sergio Marchionne a indiqué que la marque Ram serait complétée par des véhicules provenant de Fiat, y compris un fourgon plus petit que le Sprinter, qui serait lui-même remplacé par un véhicule basé sur Fiat. En 2011, cependant, Fiat est devenue la cinquième marque de Chrysler avec l'introduction de la 500 en Amérique du Nord.

## Autres marques

### MoPar, Chryco, Autopar

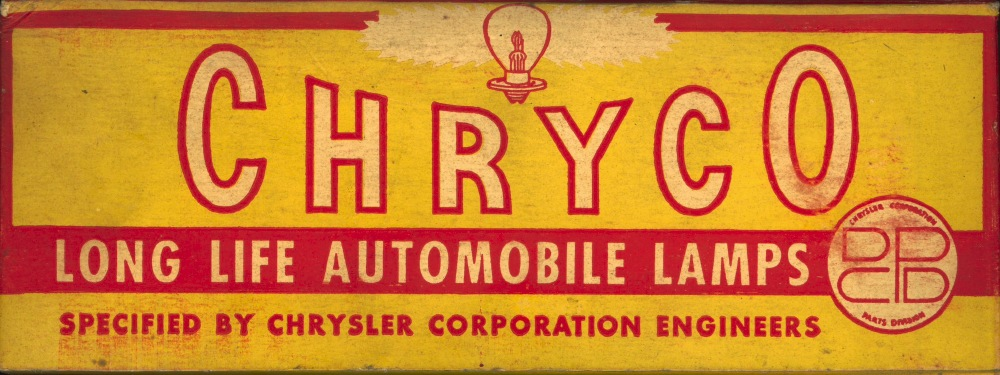
Logo Canadien de Chryco

Dans les années 1930, la société créa une division formelle de pièces de véhicules sous la marque MoPar. La marque MoPar (plus tard Mopar) n'a pas été utilisée au Canada, où des pièces ont été vendues sous les marques Chryco et AutoPar jusqu'à ce que la marque Mopar soit progressivement introduite sur le marché canadien à la fin des années 1970.
De nombreuses pièces de véhicules de Chrysler portaient également des variantes du monogramme DPCD pour Dodge-Plymouth-Chrysler-DeSoto, bien après l’arrêt de DeSoto en 1961.

### Airtemp

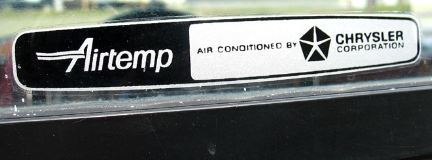
Logo d'Airtemp sur une vitre d'un véhicule Chrysler équipé du système Airtemp

La marque Airtemp de Chrysler pour l'ensemble des systèmes de climatisation a été lancée avec comme première installation le Chrysler Building des années 1930, bien que la société Airtemp ne soit incorporée qu'en 1934, lorsqu'elle utilisait une ancienne usine Maxwell.
Airtemp a inventé les régulateurs de capacité, les compresseurs radiaux étanches et le système de climatisation autonome, ainsi qu'un compresseur radial de haute vitesse supérieur. En 1941, plus de 500 concessionnaires vendaient ces systèmes de climatisation et de chauffage. La société a fourni des unités de réfrigération médicale pendant la Seconde Guerre mondiale et a dominé l'industrie dans les années 1940, mais a lentement pris du retard. Dans les années 1970, Airtemp perdait de l'argent et a été vendu à Fedders en 1976. En 2012, le nom renait sous la forme d'un sous-produit de Nordyne vendu exclusivement par R.E. Michel Company.

### Acustar
Dans les années 1980, Chrysler a créé une filiale, Acustar, chargée de vendre des pièces à d’autres constructeurs automobiles et de fournir des pièces pour les véhicules construits par Chrysler, à l’instar de la création de General Motors par Delphi Corporation et de Visteon par Ford.

### Safegard
Safeguard est la marque de Chrysler pour le verre automobile d'origine et de remplacement, dont une grande partie a été fabriquée de 1958 au milieu des années 2000 dans l'usine de verre de Chrysler à McGraw, et une partie d'entre elles a été fabriquée pour Chrysler par des entreprises de verre bien établies.

## Airflow

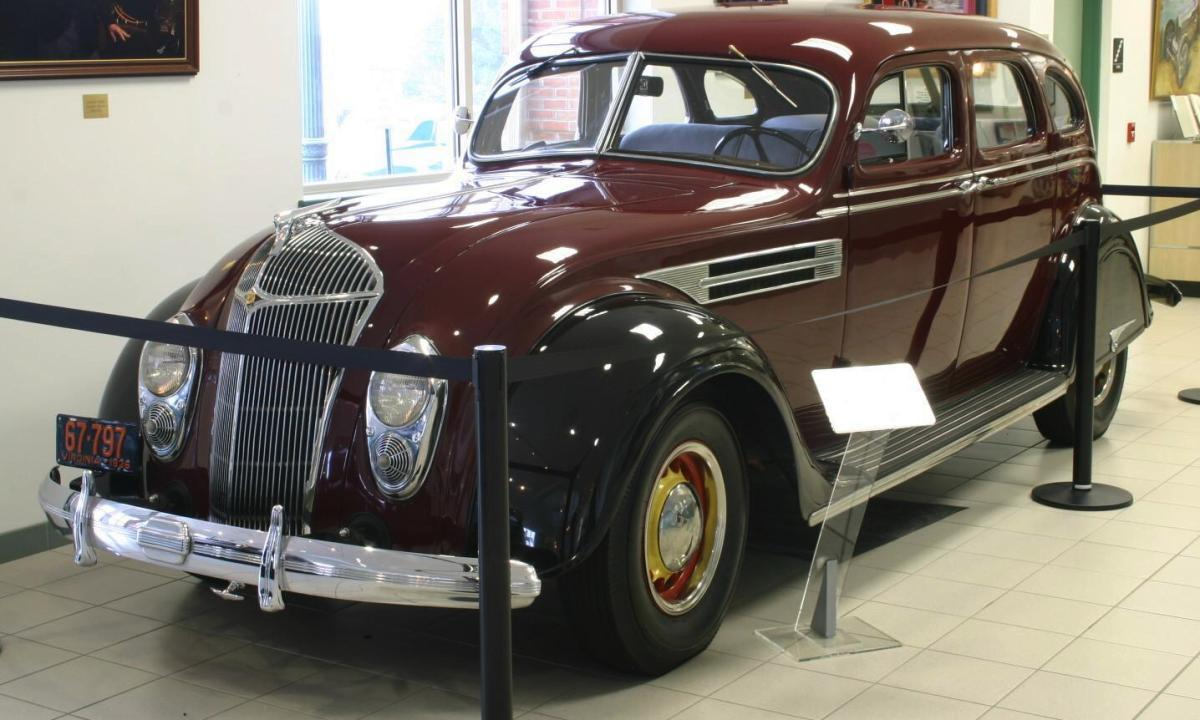
1936 Chrysler Airflow Series C-9

En 1934, la société introduisit les modèles Airflow, dotés d'une carrosserie profilée sophistiquée, parmi les premiers à être conçus selon les principes de l'aérodynamisme. Chrysler a créé la première soufflerie de l'industrie pour les développer. Les acheteurs ont rejeté son style et les voitures Dodge et Plymouth de conception plus conventionnelle ont permis à l'entreprise de traverser les années de dépression. Plymouth est l’une des rares marques à avoir augmenté ses ventes au cours de la Grande Dépression des années trente.
Le rejet de l’Airflow a eu un effet dissuasif sur le style et le marketing de Chrysler, qui est resté résolument conservateur dans les années 1940 et dans les années 1950, à la seule exception de l’installation de phares cachés dans la très brève production de DeSoto de 1942. Les progrès de l’ingénierie se poursuivent et, en 1951, la société introduit le premier d’une longue et célèbre série de Hemi V8.

### Le look "forward"

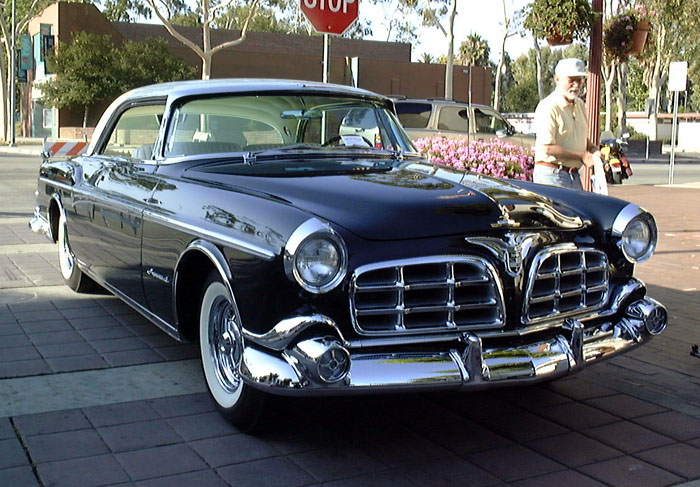
Chrysler Imperial, l'une des premières Chrysler dessinées par Virgil Exner.

En 1955, les choses se sont éclaircies avec l'introduction des conceptions Forward Look à succès de Virgil Exner, suivies en 1956 par l'adoption pionnière de Chrysler des radios à transistors dans les voitures. Le 28 avril 1955, Chrysler et Philco avaient annoncé le développement et la production du premier autoradio au monde à transistors. Le modèle Mopar 914HR a été développé et fabriqué par Chrysler et Philco. Il représentait une "option" de 150,00 $ sur les modèles d'automobile Imperial de 1956. Philco était la société qui avait fabriqué le modèle 914HR d'autoradio Mopar, à transistor, à partir de l'automne 1955 dans son usine de Sandusky, dans l'Ohio, pour le compte de la société Chrysler,. Avec l’inauguration de la deuxième génération de voitures Forward Look en 1957, la suspension Torsion-Aire a été introduite. Ce n'était pas une suspension pneumatique, mais un système de suspension avant à ressort de torsion à action indirecte qui réduisait considérablement le poids non suspendu et déplaçait le centre de gravité de la voiture vers le bas et vers l'arrière. Cela a permis à la fois une conduite plus douce et une maniabilité améliorée. L’accélération de la production des modèles de 1957 a entraîné des problèmes de contrôle de la qualité, notamment un mauvais ajustement de la carrosserie et une mauvaise finition, entraînant une rouille importante et précoce. Cela, associé à une récession nationale.
Le 28 septembre 1957, Chrysler avait annoncé que la production de l'injection électronique de carburant (EFI) serait disponible en option sur certains de ses nouveaux modèles de voiture de 1958 (Chrysler 300D, Dodge D500, DeSoto Adventurer, Plymouth Golden Commando V8). Il en a résulté environ 35 installations au total. Chrysler utilisait le même système d'injection de carburant "Electrojector" à modulateur entièrement à transistors de Bendix Corporation, qui avait été retiré de la vente publique du Rambler Rebel de 1957 par American Motors car le système ne pouvait être rendu fiable,. Les propriétaires d'EFI Chrysler étaient tellement insatisfaits que tous sauf un ont été équipés de carburateurs, alors que celui-ci a été complètement restauré, les problèmes électroniques d'origine d'EFI étant résolus.

## Les programmes du gouvernement lors de laSeconde Guerre mondiale

### Véhicules et systèmes
Pendant la Seconde Guerre mondiale, presque toutes les installations de Chrysler étaient consacrées à la construction de véhicules et de systèmes militaires. Chrysler se classait au huitième rang des sociétés américaines pour la valeur des contrats de production en temps de guerre. Chrysler a fabriqué les convertisseurs de diffusion gazeuse K-25 du projet Manhattan dans son usine de Lynch Road à Détroit (Michigan), après que le Dr Carl Heussner du laboratoire de métallisation de Chrysler ait résolu le problème du nickelage.

### Antennes radars
L’une des contributions les plus importantes de Chrysler à l’effort de guerre n’était pas dans le domaine des véhicules mais dans la conception et la fabrication des composants de systèmes radar. Le laboratoire de radiation du MIT, créé en 1941 pour développer des radars à micro-ondes, a mis au point le SCR-584, le système radar le plus largement reconnu de l’ère de la guerre. Ce système comprenait une antenne parabolique de six pieds de diamètre mécaniquement orientée selon un schéma hélicoïdal (rond et rond ainsi que haut et bas).
Pour la conception finale de la fabrication de cette antenne et de son mécanisme d’entraînement très complexe, les laboratoires du Corps des transmissions de l’Armée se sont tournés vers le bureau d’ingénierie central de Chrysler. Là, la parabole est passée de l'aluminium à l'acier, ce qui a permis de former la production à l'aide de presses automobiles standard. Pour réduire le poids, 6 000 perforations équidistantes ont été percées à la face (cela n’a pas affecté le diagramme de rayonnement). Le mécanisme d’entraînement a été entièrement repensé, grâce à une technique issue des recherches de Chrysler sur les engrenages et les différentiels automobiles. Les modifications ont entraîné une amélioration des performances, une réduction du poids et un entretien facilité. Une grande partie de l'usine Dodge a été utilisée pour construire 1 500 antennes SCR-584 ainsi que les fourgonnettes nécessaires au système,.

## Programmes d'après guerre du gouvernement
Après la guerre, Chrysler a poursuivi ses projets spéciaux pour le gouvernement américain. Ceux-ci étaient dans les domaines aérospatiaux des missiles et des boosters spatiaux.

### Missiles
En avril 1950, l’armée américaine a créé le Redstone Arided Missile Centre (OGMC) à Redstone Arsenal, adjacent à Huntsville, dans l’Alabama. Pour former OGMC, environ 1 000 civils et militaires ont été transférés de Fort Bliss, au Texas. OGMC a conçu le premier missile balistique à courte portée de l’Armée de terre, le PGM-11 Redstone, basé sur le missile allemand V2 de la Seconde Guerre mondiale. Chrysler a créé la division des missiles afin d’occuper le poste de maître d’œuvre de Redstone, de mettre en place un centre d’ingénierie à Huntsville et d’obtenir pour la production une utilisation par l'US Navy d’une grande usine à Warren (Michigan). Le Redstone était en service actif de 1958 à 1964.
En travaillant ensemble, la Division des missiles et l’équipe de Wernher von Braun ont considérablement accru les capacités du Redstone, ce qui a permis la création du PGM-19 Jupiter, un missile balistique à moyenne portée. En mai 1959, un missile Jupiter a lancé deux petits singes dans l’espace dans le cône de nez; c’était le premier vol et récupération de charges utiles d’espace en direct réussi. La responsabilité du déploiement des missiles Jupiter a été transférée de l'armée à l'aviation, ils ont été déployés pour la première fois en Italie et en Turquie au début des années 1960.
En octobre 1950, le président et président du conseil d’administration de Chrysler, K. T. Keller, fut nommé directeur à temps partiel des missiles guidés par le président Truman pour « donner un sens » au programme de missiles. Kenneth Nichols, qui avait travaillé avec lui sur le projet Manhattan, était son assistant. Ils devaient sélectionner les missiles à mettre en production, en préciser le nombre et donner plus de priorité aux missiles de défense aérienne. Le processus d'autorisation a été appelé "Kellerizing", et une fois que la marine s'est opposée à des nombres inférieurs à ceux souhaités pour leur missile, Keller a refusé d'accepter la lettre de la marine. Il l'a renvoyé, affirmant qu'il était disposé à discuter des chiffres, mais avait refusé de répondre par écrit et de se lancer dans la "procédure de papeterie du Pentagone" consistant en "examens sans fin et en lettres". Il a démissionné en septembre 1953.

### Boosters spatiaux
En juillet 1959, la NASA choisit le missile Redstone comme base du lanceur Mercury-Redstone à utiliser pour les vols d'essai suborbitaux de l'engin spatial Project Mercury. Trois tentatives de lancement de MLRV sans équipage ont été effectuées entre novembre 1960 et mars 1961, dont deux ont été couronnées de succès. Le MLRV a lancé avec succès le chimpanzé Ham et les astronautes Alan Shepard et Gus Grissom lors de trois vols suborbitaux en janvier, mai et juillet 1961.
Alors que les plans de vols spatiaux habités des États-Unis sont devenus plus ambitieux, l'équipe de Wernher von Braun a conçu le groupe de lanceurs Saturn. Les opérations de Chrysler à Huntsville étant alors désignées Division spatiale, Chrysler est devenu le principal contractant du Marshall Space Flight Center pour la première étape (de rappel) des véhicules Saturn I et Saturn IB. L'étage de rappel de Saturn I a été désigné S-I, qui a été mis à niveau vers S-IB pour Saturn IB. Chrysler a basé sa conception de réservoir de carburant sur un groupe de réservoirs Redstone et Jupiter, utilisant quatre réservoirs Redstone pour contenir le carburant RP-1 et quatre autres pour contenir le comburant oxygène liquide (LOX), autour du réservoir central Jupiter LOX. Chrysler les a construits pour le programme Apollo dans les installations d'assemblage de Michoud à l'est de la Nouvelle-Orléans, l'une des plus grandes usines de fabrication du monde.
Entre octobre 1961 et juillet 1965, la NASA a lancé quatre boosters S-I avec des étages supérieurs fictifs lors de vols d'essai suborbital, suivis de six vols complets de Saturne Is sur des vols orbitaux sans équipage. Les cinq derniers de ces vaisseaux spatiaux Apollo testés et les trois derniers portaient également des satellites de détection de micrométéoroïdes Pegasus. Tous les vols ont été réussis.
Entre février 1966 et juillet 1975, la NASA a lancé neuf Saturn IB sur deux vols suborbits et sept vols orbitaux (dont cinq avec équipage); tous les vols ont été réussis.

### Années 1960
À partir de 1960, Chrysler construisit toutes ses voitures particulières avec une construction Unibody (monocorps ou monocoque), à l'exception des Imperial qui conservèrent la construction carrossée sur châssis jusqu'en 1967. Chrysler devint ainsi le seul des trois grands constructeurs américains. (General Motors Corporation, Ford Motor Company et Chrysler) à offrir une construction monocoque sur la vaste majorité de leurs gammes de produits. Cette technique de construction, désormais la norme mondiale, offre des avantages en termes de rigidité, de maniabilité et de sécurité des véhicules, tout en réduisant le développement des craquements et du bruit de fond au fil des années. Les contributions de Chrysler à la technologie incluent la première utilisation d'ordinateurs pour la conception de voitures à corps unitaire et la première configuration où la tôle extérieure n'était pas nécessaire pour la résistance structurelle, facilitant ainsi le remplacement de la tôle.
La nouvelle gamme compacte de Chrysler, la Valiant, est arrivée en force et a continué à gagner des parts de marché pendant plus de dix ans. La Valiant a été introduite en tant que marque à part entière, mais la ligne Valiant a été placée sous la marque Plymouth pour les ventes sur le marché américain en 1961. La Plymouth Valiant de 1960 a été la première voiture de série équipée d'un alternateur (générant un courant alternatif, associée à des diodes de redressement à courant continu) plutôt qu’un générateur électrique à courant continu en équipement standard. Cela a prouvé une telle amélioration qu'il a été utilisé dans tous les produits Chrysler en 1961. La marque DeSoto a été retirée du marché après l'introduction des modèles de 1961, en partie à cause du large éventail de lignes Dodge et de la négligence générale de la division. Plymouth souffrait de la même maladie que celle subie lorsque Dodge se glissa dans la fourchette de prix de Plymouth. Cela conduirait éventuellement à la disparition de Plymouth plusieurs décennies plus tard. Une réduction mal avisée des lignes complètes Dodge et Plymouth en 1962 a nui aux ventes et à la rentabilité pendant plusieurs années.

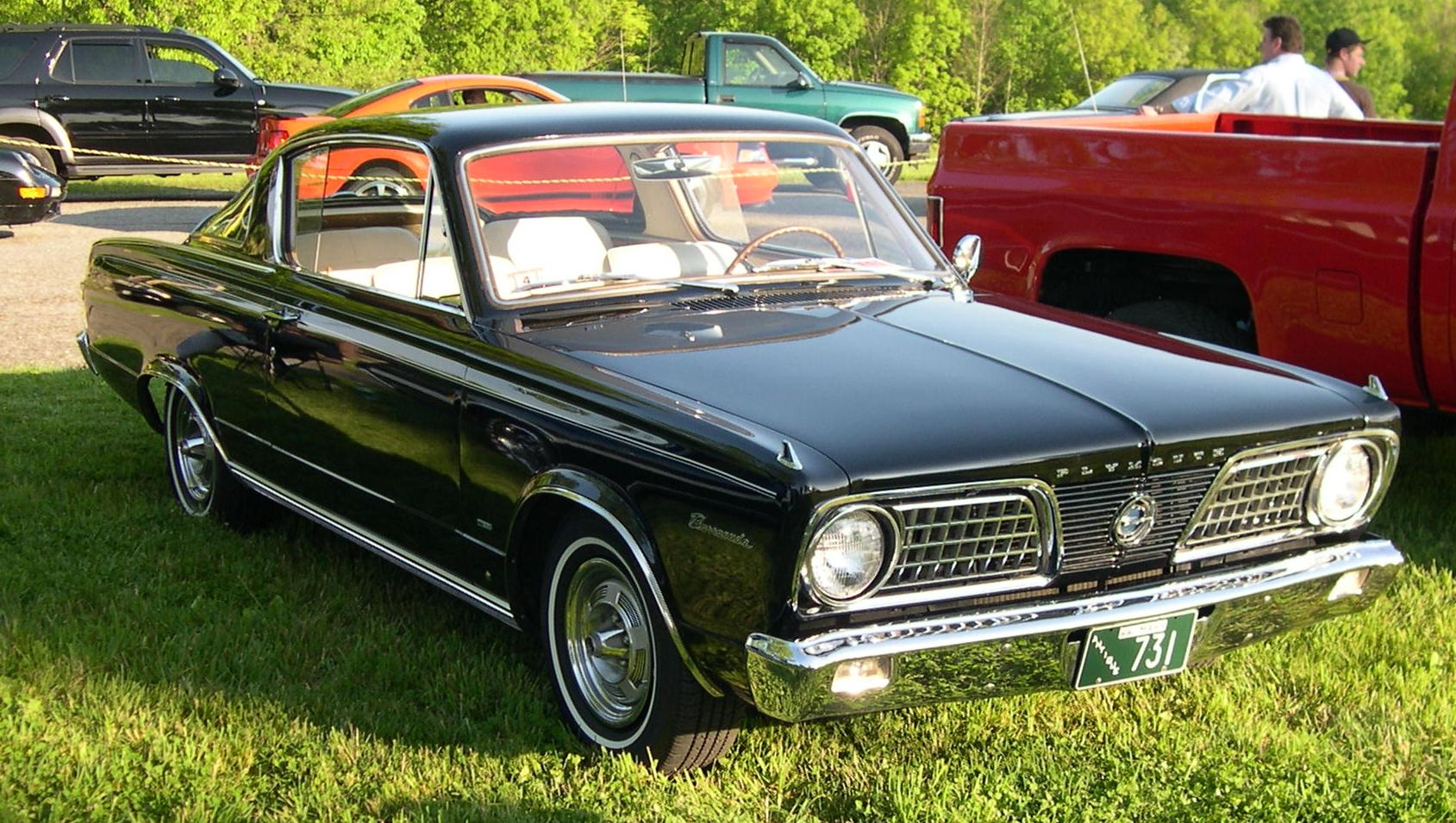
1966 Plymouth Barracuda

Pour compenser en partie les problèmes de rouille sur les modèles de 1957 et en partie pour assurer la sécurité de leurs voitures Unibody, la rouille étant un problème plus important lorsque les panneaux de carrosserie étaient essentiels à la résistance, Chrysler a été le premier à utiliser des charges électrostatiques pour améliorer l'adhérence des agents antirouille dans leurs modèles de 1960. La société a également été la première à utiliser un système de bain antirouille à sept étapes, mais pas la première à utiliser des bains antirouille.
En avril 1964, la Plymouth Barracuda, un sous-modèle de Valiant, a été introduite. La grande lunette arrière en verre et le toit en pente étaient des éléments de style polarisants. Le=a Barracuda est sorti presque deux semaines avant la Mustang de Ford, faisant de la Barracuda la première Pony Car. Même dans ce cas, la Mustang a été vendue 10 fois plus d'avril 1964 à août 1965. La perception de la Barracuda comme une simple Valiant raffinée n'a pas été aidée par le partage de la tôle frontale.
Les acheteurs visés par Chrysler étaient évidemment des hommes, et attirer des acheteurs féminins n'était apparemment pas une priorité, car une brochure de vente de 1967 proclamait: "Enfin, votre femme peut comprendre le cahier des charges." [37] (Il s'agissait peut-être d'une amélioration par rapport à la Dodge. Il a reconnu que les femmes lisaient au moins le cahier des charges.)

## Expansion en Europe
Dans les années 1960, Chrysler se développa en Europe et prit une participation majoritaire dans le groupe britannique Rootes en 1964, dans la société française Simca et Barreiros en Espagne, pour former Chrysler Europe. Pour le groupe Rootes, cette acquisition a eu pour résultat le lancement du Hillman Avenger en 1970 (vendu brièvement aux États-Unis sous le nom de Plymouth Cricket), vendu en Grande-Bretagne aux côtés des Imp et des Hunter à moteur arrière. Dans les années 1970, l’ancien groupe Rootes se heurta à de graves difficultés financières. Les divisions de Simca et de Barreiros ont eu plus de succès, mais finalement, les divers problèmes ont été énormes et la société n’a que peu profité de ces entreprises. Chrysler a vendu ces actifs au groupe PSA en 1978, qui a à son tour vendu les chaînes de production de camions britannique et espagnole à Renault.
Avec plus de succès, la société a contribué à la création du marché américain de l'automobile, d'abord en produisant une version street de son moteur Hemi racing, puis en introduisant une chaîne légendaire de véhicules abordables mais performants tels que la Plymouth GTX, Plymouth Road Runner et Dodge Charger. Le succès en course de plusieurs de ces modèles sur le circuit NASCAR a entamé la réputation d'ingénierie de la société.

## Années 1970
Les années 1970 ont été tumultueuses pour Chrysler puisque, comme tous les constructeurs automobiles américains de l'époque, le constructeur dépendait d'un marché où les normes de villes à forte densité de pétrole et de smog étaient les normes. Lorsque les conditions ont changé, Chrysler n'a pas pu s'adapter à temps. Les détracteurs de la réglementation gouvernementale ont affirmé que les lois antitrust américaines interdisaient aux constructeurs américains de former des consortiums industriels de type japonais ou européen (ce qui permettait à ces concurrents étrangers de réduire leurs coûts). Chrysler a également mis du temps à s’adapter à un durcissement progressif de la réglementation antipollution. Toutefois, étant donné que les divisions européennes de Chrysler avaient déjà à la fois le talent et les connaissances nécessaires pour fabriquer des véhicules économes en carburant et moins polluants, la direction de Chrysler n’avait plus qu’à importer la technologie européenne qu’elle possédait déjà. Les difficultés américaines de Chrysler résultaient donc en grande partie d'une mauvaise gestion.
Les volumes de vente plus faibles de Chrysler signifiaient que les nouveaux coûts de développement et de mise en œuvre représentaient une part plus importante du coût d'un véhicule par rapport à Ford et à General Motors. Pour éviter de se démarquer du marché, Chrysler a désempilé maladroitement ses moteurs existants afin de satisfaire aux exigences en matière d'émissions, ce qui a entraîné une réduction de la consommation de carburant alors que les prix de l'essence augmentaient. Il était urgent de vendre les compactes Dodge Dart et Plymouth Valiant, mais la crise pétrolière de 1973 a fortement réduit la demande pour les gros véhicules assoiffés d'essence que les Américains avaient achetés auparavant en grand nombre et qui constituaient l'essentiel de la gamme de produits Chrysler.
Au milieu de la décennie, la société a connu un succès remarquable avec sa première entrée sur le marché des voitures de luxe personnelles, la Chrysler Cordoba. L’introduction précipitée des Dodge Aspen et Plymouth Volaré en 1976 entraînait des coûts de garantie énormes pour réparer les défauts de conception et les constructions de mauvaise qualité, et détruisait la fidélité de longue date créée par les prédécesseurs de Dart et Valiant. Chrysler Europe s’est effondrée en 1977 et a été transférée à Peugeot l’année suivante, peu de temps après avoir contribué à la conception des nouveaux Plymouth Horizon et Dodge Omni. En 1980, Chrysler Australia, qui fabriquait les Chrysler Valiant développées localement et Chrysler Sigma, basée sur la Mitsubishi Galant, a été vendue à Mitsubishi Motors et a pris le nom de Mitsubishi Motors Australia Limited. [39] La sous-compacte Horizon atteignait le marché américain au moment de la seconde crise du gaz, entraînant des ventes dévastatrices des plus grosses voitures et camions de Chrysler, et la société ne disposait d'aucune ligne compacte solide sur laquelle s'appuyer.

### Turbine
Chrysler a développé pendant de nombreuses années des moteurs à turbine à gaz capables de fonctionner avec une large gamme de combustibles, destinés à l’automobile. Les turbines étaient courantes dans les véhicules militaires et Chrysler a construit de nombreux prototypes pour voitures de tourisme. Dans les années 1960, la production de masse semblait presque prête. Cinquante Chrysler Turbine, des coupés à la Ghia conçus par des spécialistes, ont été construits en 1962 et placés entre les mains des consommateurs pour les tests finaux. Après des développements et des tests supplémentaires pour rendre les émissions conformes aux normes EPA adoptées dans les années 1970, les moteurs étaient proposés en option pour le modèle LeBaron de 1977. Toutefois, Chrysler a été obligé d’abandonner la turbomachine en tant que condition préalable aux garanties de prêt du gouvernement américain lorsque la société a connu des difficultés financières à la fin des années 1970.

## Impact deLee Iacocca

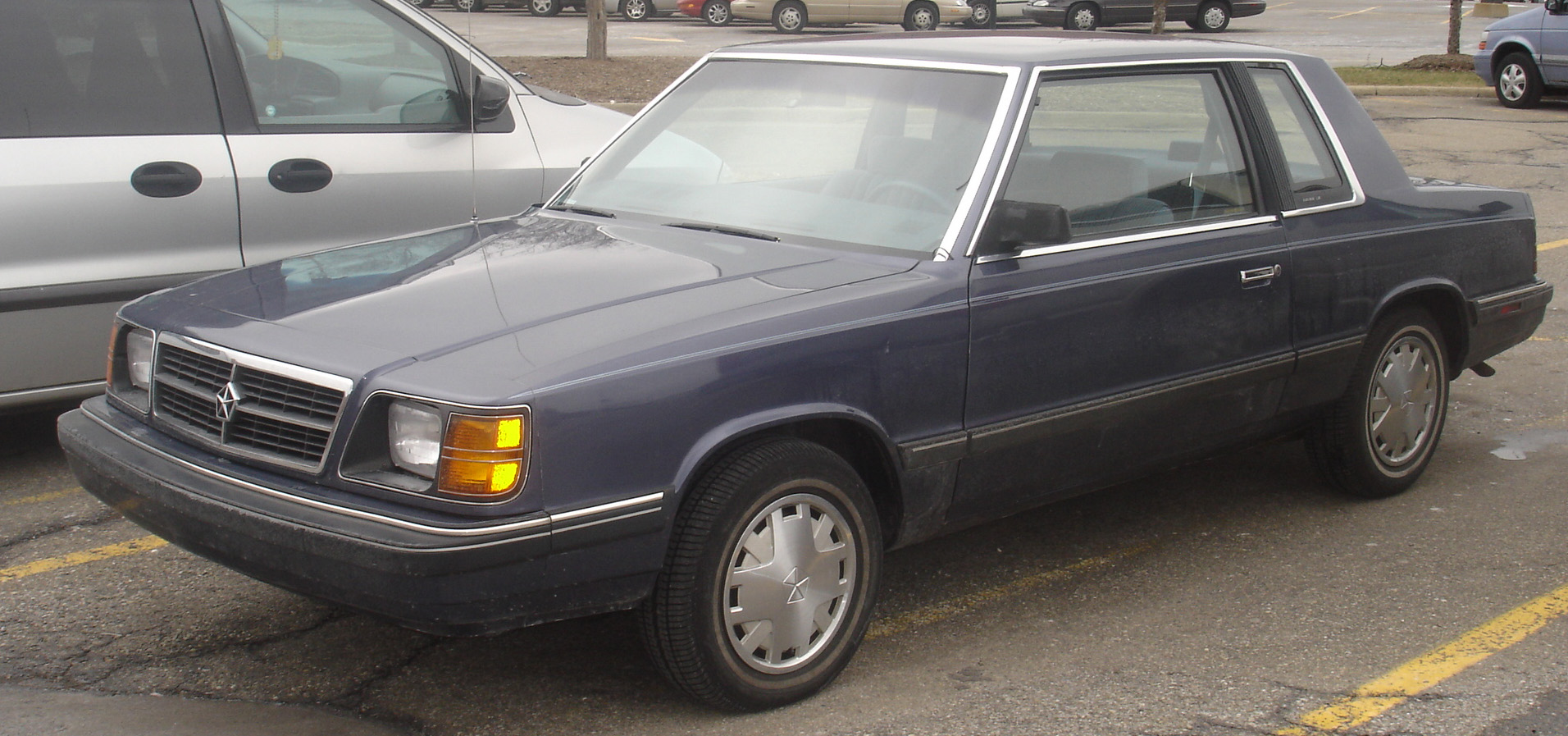
Une Dodge Aries.

En 1978, Lee Iacocca, récemment limogé de l'exécutif de Ford, a été courtisé et nommé PDG. À l'époque, Chrysler perdait des millions de dollars, en grande partie à cause des rappels de ses véhicules Dodge Aspen et Plymouth Volaré, des voitures que, selon Iacocca, aurait ensuite dû être retardées jusqu'à ce que les prototypes soient entièrement testés. Il a commencé à reconstruire l’ensemble de la société en commençant par licencier beaucoup de travailleurs, en vendant à Peugeot la division déficiente de Chrysler Europe et en faisant venir de nombreux anciens associés de son ancienne société. Également de Ford, Iacocca a présenté à Chrysler le projet "Mini-Max", qui porterait ses fruits en 1983 avec le succès des Dodge Caravan et Plymouth Voyager. Henry Ford II n'avait rien voulu voir avec la Mini-Max, une version restylée de la fourgonnette que Toyota vendait en très grand nombre en Asie et en Amérique latine, qui condamnait le projet chez Ford. Hal Sperlich, la force motrice de la Mini-Max chez Ford, avait été licencié quelques mois avant Iacocca et l'attendait à Chrysler, où les deux allaient faire l'histoire de l'automobile. Iacocca s'est avéré être un porte-parole public compétent, apparaissant dans des publicités pour informer les clients que "si vous trouvez une meilleure voiture, achetez-la". Il fournirait également un point de ralliement pour le Japon et calmerait la fierté des produits américains. Son livre Talking Straight était une réponse au Made in Japan d'Akio Morita.
Iacocca est arrivé peu de temps après l’introduction des sous-compactes Dodge Omni et Plymouth Horizon. Les véhicules Omni et Horizon à traction avant sont devenus des succès instantanés: elles ont été vendues à plus de 300 000 unités chacun au cours de leur première année, montrant ce qui allait arriver pour Chrysler. Ironiquement, l’Omni et l’Horizon avaient été conçus aux côtés de la Chrysler Horizon avec beaucoup de contribution de la division Chrysler Europe de la société, créée par Iacocca en 1978.

### Années 1980
Réalisant que la société cesserait ses activités si elle ne recevait pas une grosse somme d'argent, Iacocca a pris contact avec le Congrès des États-Unis le 7 septembre 1979 pour demander une garantie de prêt de 1,5 milliard de dollars américains. Le Congrès a adopté à contrecœur la Loi de 1979 sur la garantie des emprunts de la Chrysler Corporation, suscitée par les ouvriers et les concessionnaires de Chrysler dans tous les districts du Congrès qui craignaient de perdre leurs moyens de subsistance. L'armée a ensuite acheté des milliers de camionnettes Dodge qui sont entrées en service militaire sous le nom de véhicule utilitaire commercial série M-880. Avec une telle aide et quelques voitures innovantes, Chrysler parviendrait à éviter la faillite et à se relancer lentement.
Après avoir obtenu ce sursis, Chrysler sortit les premiers modèles de la gamme K-Car, la Dodge Aries et Plymouth Reliant, en 1981. Comme la mini-fourgonnette qui viendrait plus tard, ces voitures compactes étaient basées sur des propositions de conception que Ford avait rejetées lors de la vente par Iacocca Sperlich). Depuis leur lancement au milieu de la récession du début des années 1980, ces petites voitures à traction avant efficaces et peu coûteuses se sont vendues rapidement.
Outre les petites voitures, Iacocca a réintroduit l’Imperial de taille normale en tant que produit phare de la société. Ce nouveau modèle intégrait toutes les techniques les plus récentes de l’époque, notamment l’injection de carburant entièrement électronique (la première voiture aux États-Unis à en être équipée) et toutes les techniques numériques.
En février 1982, Chrysler annonçait la vente pour 348,5 millions de dollars américains de Chrysler Defence, sa filiale de défense rentable à General Dynamics. La vente a été finalisée en mars 1982 pour un montant révisé de 336,1 millions de dollars EU.
Chrysler a également introduit le monospace, le nouveau-né de Sperlich, à l'automne 1983, qui a mené l'industrie automobile au chapitre des ventes pendant 25 ans. En raison des voitures K et des monospaces, ainsi que des réformes mises en œuvre par Iacocca, la société a rapidement réagi et, en 1983, a été en mesure de rembourser les emprunts garantis par le gouvernement plusieurs années à l’avance, générant un bénéfice de 350 millions de dollars pour le gouvernement des États-Unis.
En 1987, on a découvert que Chrysler avait vendu environ 32 750 voitures testées avec des odomètres débranchés, dont certaines atteignaient même 800 km, avant d’être expédiées aux concessionnaires. La controverse s'est intensifiée après que le Sénat des États-Unis ait été impliqué, le sénateur Sam Nunn ayant acheté l'une des Chrysler en question. Chrysler a réglé à l'amiable avec les plaignants,. Le PDG de Chrysler, Lee Iacocca, a cherché à minimiser les atteintes à l’image de la société en organisant une conférence de presse au cours de laquelle il a qualifié cette action de « stupide [et] impardonnable ».
Une joint-venture avec Mitsubishi appelée Diamond Star Motors a renforcé la position de la société sur le marché des petites voitures. Chrysler a également racheté American Motors Corporation (AMC) en 1987, pour sa marque Jeep et pour sa capacité de production si nécessaire, l'Eagle Premier d’AMC serait la base des futures berlines de la plate-forme Chrysler LH. Cela a renforcé la taille de l'entreprise, mais l'achat d'American Motors a été endetté avec 900 millions de dollars de dettes. En outre, Chrysler était toujours le plus faible des "Big Three". En 1987, Chrysler a surpris l'industrie en rachetant le constructeur italien de voitures de sport Lamborghini. Cette acquisition a été fortement conduite par Iacocca. Lamborghini sera ensuite vendu en 1994.
Iacocca a été félicité pour le redressement de Chrysler depuis sa faillite, ses publicités lui conférant le statut de célébrité. Certains l'ont mentionné comme candidat potentiel à la présidence américaine en 1988. Toutefois, la dernière partie de son mandat à partir de 1988 a été moins fructueuse. Les acquisitions de Gulfstream Aerospace, Electrospace Systems et d’autres sociétés visaient à protéger Chrysler du caractère cyclique de l’industrie automobile, mais elles ont ramené son fonds de rendement de 14,3 milliards de dollars à seulement 1,7 milliard de dollars. En outre, Iacocca aimait être à l'honneur et s'est progressivement isolé de ses dirigeants "Gang of Ford" qu'il avait ramenés de la Ford Motor Company. En 1992, le conseil a poussé Iacocca à prendre sa retraite, malgré de généreuses indemnités de départ.
Iacocca était également responsable de l'acquisition d'AMC par Chrysler en 1987, amenant ainsi la division rentable de Jeep sous la tutelle de Chrysler. Elle a également créé la division Eagle, issue du réseau de concessionnaires AMC. À ce moment-là, AMC avait déjà terminé l'essentiel du travail avec le Jeep Grand Cherokee, ce que voulait désespérément Iacocca. Le Grand Cherokee ne serait publié qu'en 1992 pour 1993. La même année, Iacocca a quitté ses fonctions de PDG et de président du conseil d’administration de Chrysler à la fin de 1992, pour succéder à Robert Eaton.
Bien que Robert Lutz, actuellement président de Chrysler, soit le deuxième dirigeant de la société, il s’était précédemment opposé à la fusion avec Fiat que Iacocca avait défendue. En raison de leur rivalité, Iacocca a convaincu le conseil d’administration de congédier Lutz.

## Années 1990

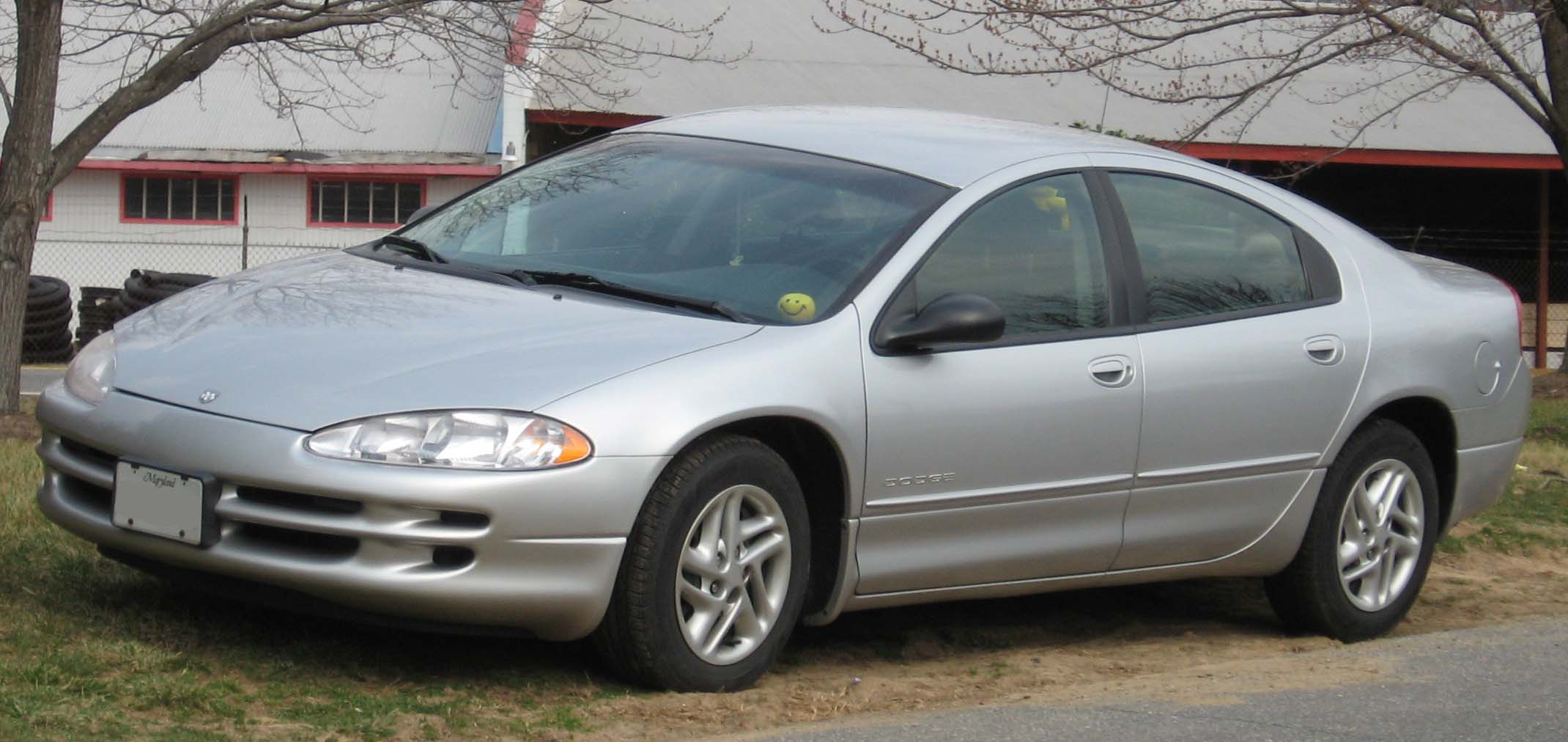
1998–2004 Dodge Intrepid, basée sur la plate-forme LH.

Au début des années 1990, Chrysler a fait ses premiers pas en Europe en établissant sa production automobile en Autriche et en démarrant la fabrication à conduite à droite de certains modèles de Jeep lors de son retour sur le marché britannique en 1993. La popularité continue de Jeep, de nouveaux modèles audacieux pour le marché intérieur tels que le pick-up Dodge Ram, la voiture de sport Dodge Viper (surnommée "Chrysler Viper" en Europe), le hot-rod Plymouth Prowler et le nouvel habitacle "Cab Forward".
En 1988, Chrysler et Fiat, propriétaires d’Alfa Romeo, ont conclu un accord selon lequel Chrysler devait devenir le distributeur exclusif d’Alfa Romeo en Amérique du Nord et permettre aux concessionnaires Chrysler de vendre des produits Alfa jusqu’au départ de la marque des États-Unis en 1995. Les premiers contacts entre les deux sociétés conduiraient à des discussions de haut niveau en 1990 entre Iacocca et Giovanni Agnelli, président de Fiat, sur la création de joint-ventures aux États-Unis et en Europe et sur la possibilité que Fiat prenne une participation importante dans Chrysler. Cependant, les discussions se sont poursuivies et ont finalement été interrompues. Ironiquement, Fiat prendrait une participation majoritaire dans Chrysler à la suite de sa restructuration en 2009.
En 1991, Chrysler a commencé à déplacer son siège social de son établissement fondateur de Highland Park (Michigan), en 1925, à Auburn Hills, à proximité. Le déménagement était terminé en 1993.
Lors du renouvellement de la gamme, avec les nouvelles Chrysler LHS, Chrysler Concorde et Chrysler Vision, Lee Iacocca prenna sa retraite en présentant le concept du Cab Forward, où il affirme qu'un grand chef d'entreprise doit sortir avec un grand "bang". En effet, le Cab Forward fut utilisé par diverses entreprises et est devenu la norme.
En 1995, l'ancien PDG, Lee Iacocca, avait participé à la prise de contrôle hostile de la milliardaire Kirk Kerkorian, qui avait finalement échoué. L'année suivante, Kerkorian et Chrysler ont passé un accord d'une durée de cinq ans qui comprend une ordonnance interdisant à Iacocca de parler publiquement de Chrysler.

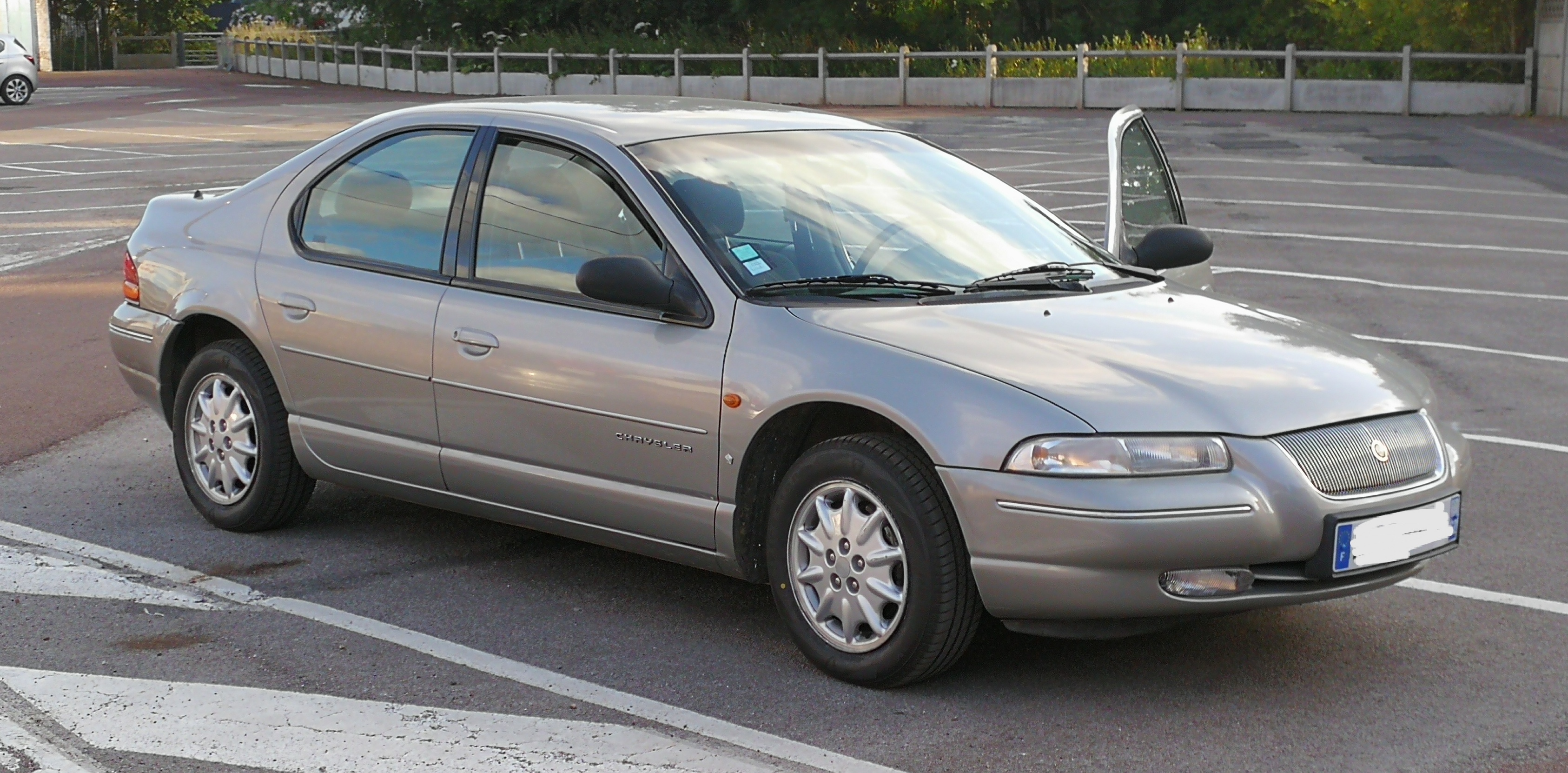
Chrysler Cirrus de 1996

La même année, le groupe Chrysler présente les Cloud-cars, c'est-à-dire les Chrysler Cirrus, Dodge Stratus et Plymouth Breeze, vendues sous le nom de Chrysler Stratus en Europe. Ces modèles montrent l'engagement que Chrysler veut se donner sur le marché européen. En effet, elles signent une rupture avec la Chrysler LeBaron, modèle qu'elles remplacent au style et à la conduite typiquement américaine. Ici, les nouveaux modèles arborent le style "Cab-Forward", plus adapté au marché européen. La Stratus est également équipée de suspensions à double triangulation, ce qui donne à la voiture une conduite plus raide et plus adéquat au goût des européens. Le rayon de braquage est court, pour ces mêmes raisons.

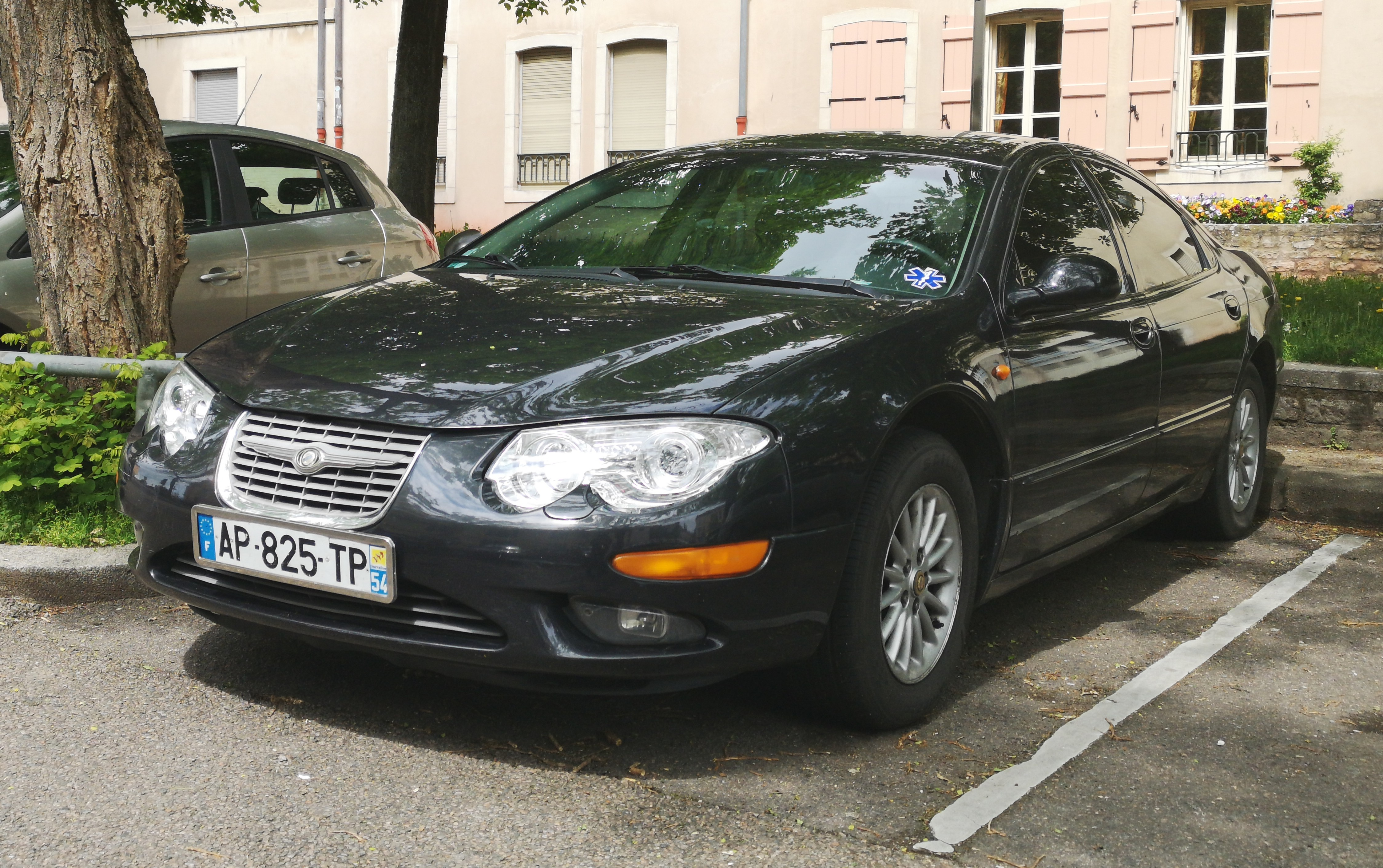
Chrysler 300M de 1998

En 1998, la Chrysler 300M remplace la Eagle Vision. Effectivement, la marque Eagle disparait en 1998, et la 300M devait initialement être vendue par cette marque. Chrysler a donc ajouté cette berline à sa gamme, aux côtés des Chrysler Concorde et Chrysler LHS.

## Années 2000

### Daimler-Chrysler 1998-2007

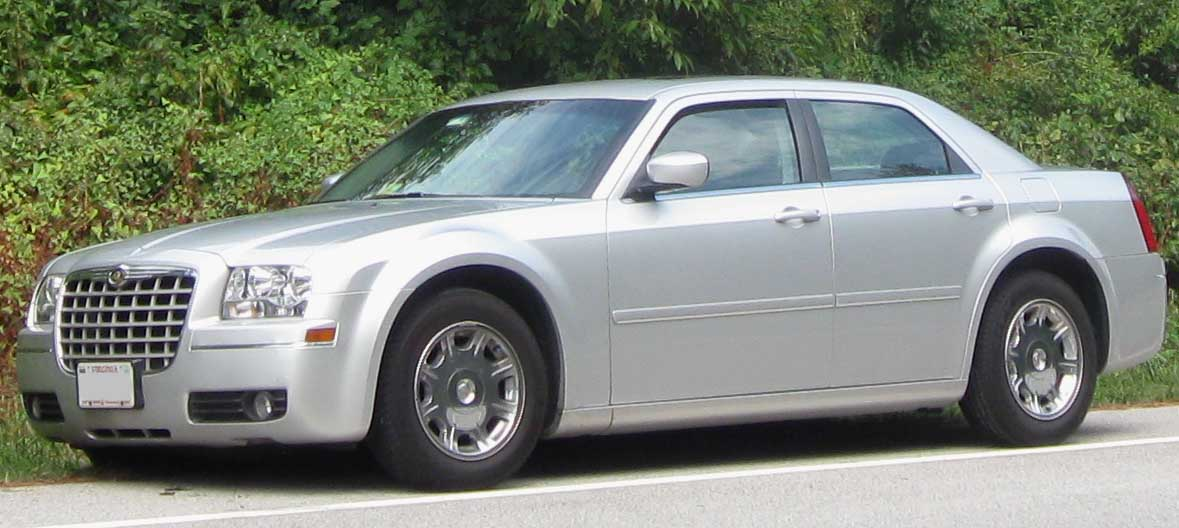
2005–2010 Chrysler 300

En 1998, Daimler-Benz et Chrysler ont formé un partenariat à 50/50. Chrysler a ensuite été légalement renommée DaimlerChrysler Motors Company LLC, tandis que ses activités totales ont commencé à opérer sous le nom de Chrysler Group. Cette fusion a été initialement déclarée comme une fusion d'égaux, mais il est devenu évident qu'après le départ à la retraite du président-directeur général de Chrysler, Bob Eaton, Daimler prendrait le contrôle majoritaire. D'autres dirigeants, tels que le président Thomas T. Stallkamp, autrefois considéré comme l'héritier évident d'Eaton, et le vice-président, Robert A. Lutz, ont rapidement été contraints de quitter leurs fonctions. Eaton, Stallkamp et Lutz avaient été décrits comme le "triumvirat" à l'origine des succès de Chrysler à la fin des années 1990, les équipes de conception de plates-formes de Lutz ayant beaucoup de mérite. Daimler-Benz a obtenu le reste de Chrysler, à l'exclusion de la marque Eagle, menacée d'extinction à l'époque.
Juergen Schrempp, PDG d’alors-Daimler-Benz, avait "promis un mariage paradisiaque et d’énormes synergies". Mais le concept de stratégie de plate-forme de Martin H. Wiggers, à l'instar du groupe Volkswagen, n'a été mis en œuvre que pour quelques modèles, alors les effets de la synergie sur la production et le développement ont été très faibles. Cela a toutefois été un désastre pour Daimler, qui a injecté des milliards de dollars dans Chrysler, épuisant la gestion et les ressources, et entraînant à plusieurs reprises sa filiale de véhicules de luxe Mercedes-Benz. Le président de Chrysler, James P. Holden, était responsable de la mauvaise évaluation du lancement du nouveau monospace de 2001 qui avait entraîné un excédent coûteux de 2 000 modèles, perdant ainsi une part considérable du marché au profit de ses rivaux (Chrysler avait longtemps dominé le marché) et avait également sous-estimé la demande pour le très populaire PT Cruiser, entrainant une perte de 512 millions de dollars au troisième trimestre en 2000, qui a conduit à son licenciement plus tard cette année-là.

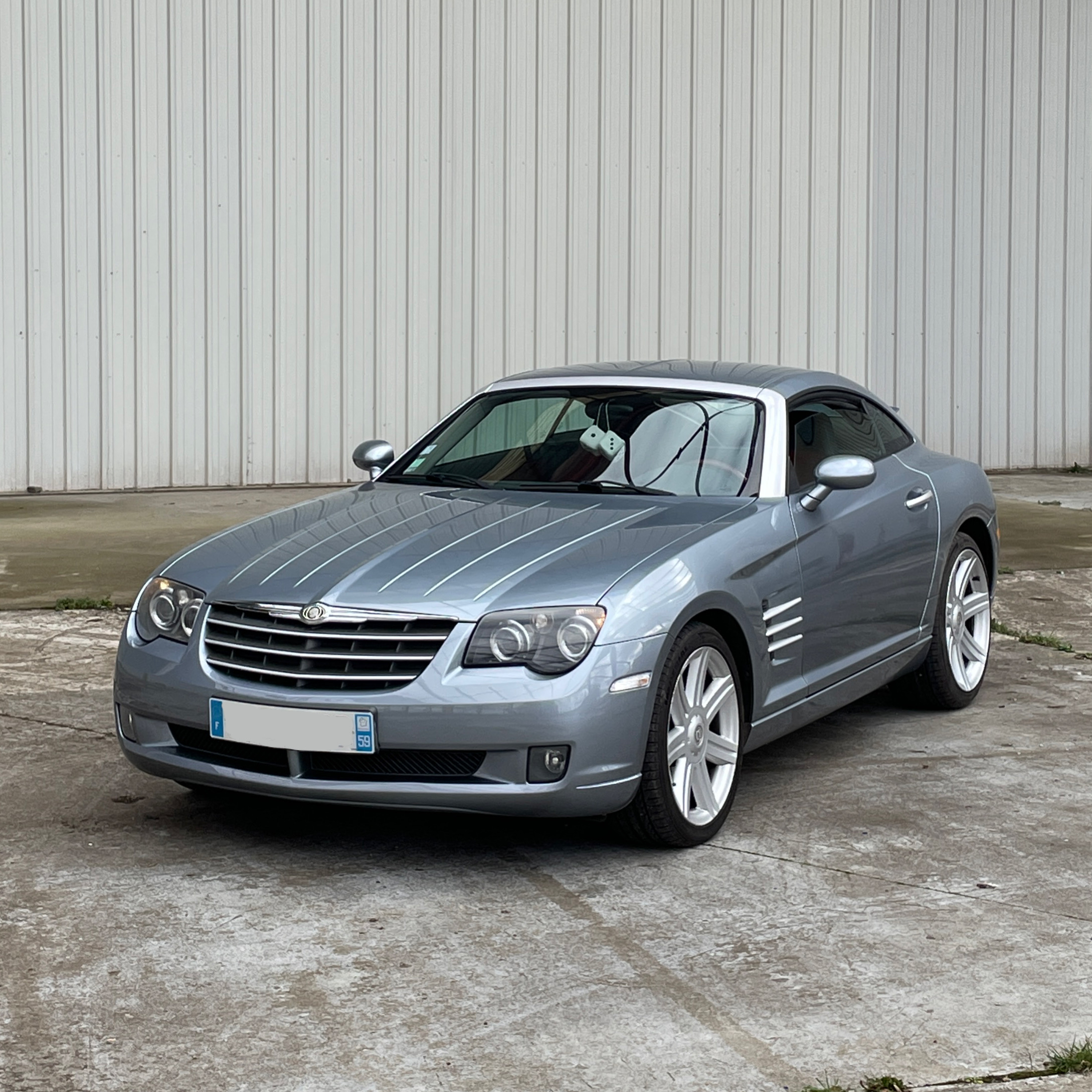
Une Crossfire, symbole de l'alliance entre Daimler et Chrysler

Dieter Zetsche fut nommé PDG du groupe Chrysler en 2000. La marque Plymouth a été progressivement supprimée en 2001 et des projets de réduction des coûts par le partage de plates-formes et de composants ont été lancés. Le coupé / roadster Chrysler Crossfire utilisa la plateforme du Mercedes-Benz SLK et le crossover à trois rangées Chrysler Pacifica figuraient parmi les premiers résultats de ce plan; la Crossfire ne fut pas un franc succès tandis que la Pacifica s'est bien vendu dans un premier temps mais s'est ralenti après quelques années. Un retour à la propulsion arrière a été annoncé pour une nouvelle gamme de voitures de taille normale, pilotée par les Chrysler 300 et Dodge Magnum, qui utilisaient certains composants du Mercedes-Benz W211 et offraient un nouveau moteur HEMI V8 en option. Alors que la Magnum a reçu un accueil tiède sur le marché, la 300 a attiré beaucoup d’attention et s'est bien vendue. Le partenariat avec Mitsubishi a été dissout, DaimlerChrysler ayant cédé sa participation dans la société. La performance financière s'est améliorée et Chrysler a généré une part importante des bénéfices de Daimler-Chrysler de 2004 à 2005, l'autre filiale, Mercedes-Benz, ayant engagé des coûts de restructuration. En 2005, Chrysler était le plus sain des trois constructeurs automobiles de Detroit (comparé à General Motors et à Ford Motor Company).
En raison du succès apparent de Zetsche dans le retournement de Chrysler, Juergen Schrempp, PDG de la société mère Daimler-Chrysler, a été contraint de prendre sa retraite anticipée. Zetsche a été promu PDG de Daimler-Chrysler le 1er janvier 2006 et Thomas W. LaSorda est devenu président et PDG du groupe Chrysler. Toutefois, en 2006, alors que Mercedes-Benz réalisait des bénéfices, Chrysler perdait de la valeur et les analystes estimaient qu’il serait peu probable que les années rentables de 2004-05 soient renouvelées. Cela a conduit à penser que la fusion, qui durerait huit ans, prendrait fin, dans la mesure où Mercedes (qui représentait environ 33 % des 200 milliards de dollars du chiffre d'affaires de Daimler en 2006) ne bénéficiait d'aucun élan concurrentiel de la part de Chrysler, et que Daimler serait un groupe plus fort et plus rentable sans l'unité américaine. Zetsche a admis que Chrysler n'offrait aucun avantage sérieux, mais avait d'abord insisté sur le fait que les retombées n'étaient pas envisagées et a déclaré que la priorité absolue de la direction était de résoudre les problèmes de Chrysler en réduisant la production et en redoublant d'efforts pour renforcer sa compétitivité.
Certains suggèrent que le mandat de Zetsche a été un succès mitigé, Chrysler continuant de s'appuyer fortement sur des SUV énergivores, et la plupart de ses gammes de produits ont été infructueuses, malgré l'utilisation de techniques dérivées de Mercedes. Malgré une restructuration radicale et des modèles améliorés, les analystes ont déclaré qu’il était difficile d’attendre une reprise solide chez Chrysler, en raison de la dynamique négative du marché de l’automobile américain et des coûts de main-d’œuvre et de soins de santé de Chrysler. Huit ans après la fusion, la plupart des clients ne savaient pas que Chrysler appartenait à la même société.

### Chrysler vendu à Cerberus (2007-2009)

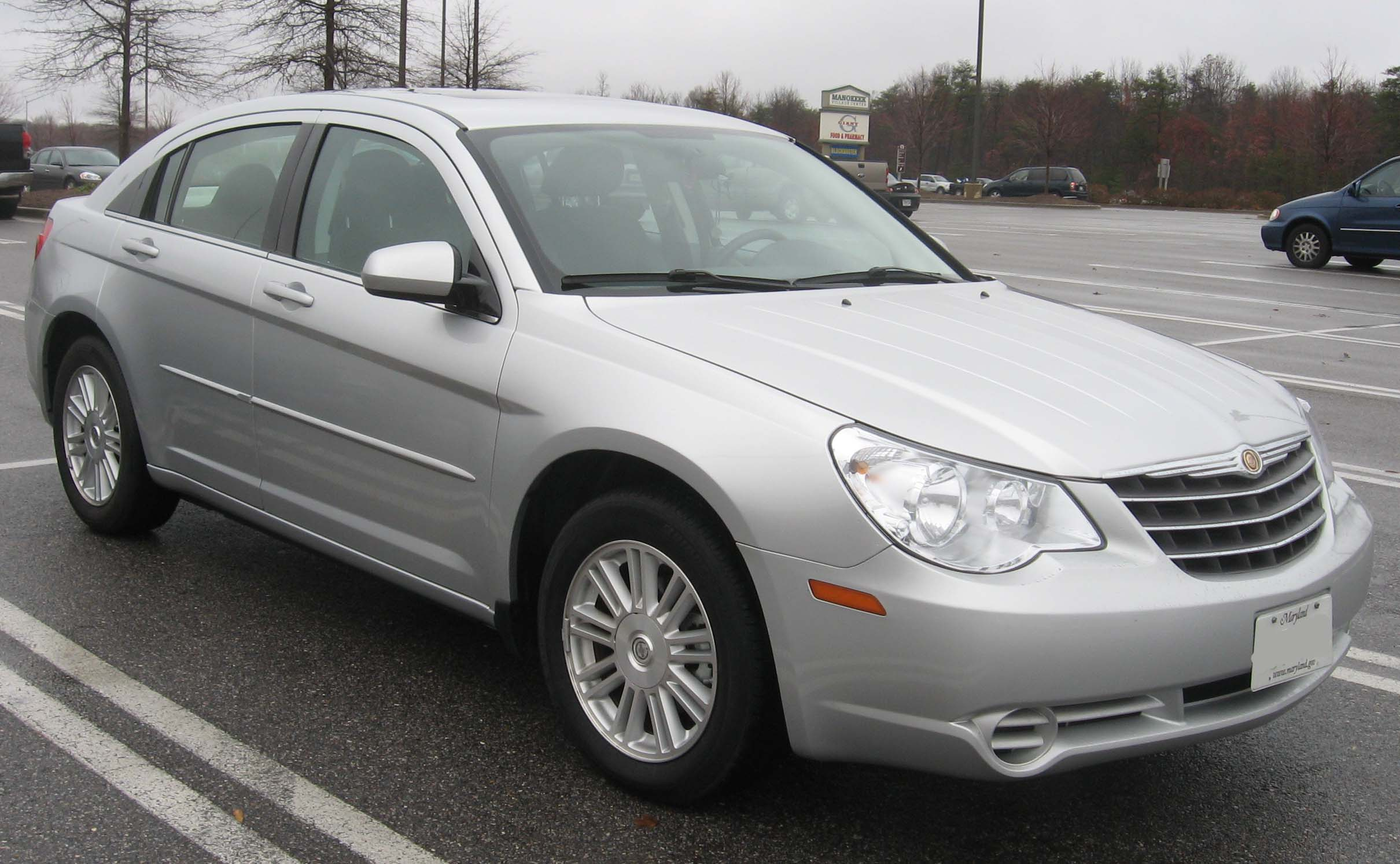
Chrysler Sebring de seconde génération.

Selon le numéro d'avril 2007 de Der Spiegel, le PDG Dieter Zetsche a exprimé le souhait de démanteler Chrysler et de vendre la participation majoritaire tout en le maintenant "dépendant" de Mercedes-Benz après la vente. Le 4 avril 2007, Zetsche a déclaré que la société était en train de négocier la vente de Chrysler, qui aurait eu lieu plusieurs semaines avant l'annonce. Le lendemain, l'investisseur Kirk Kerkorian a placé une offre de 4,5 milliards de dollars sur Chrysler. Le 12 avril, Magna International a annoncé qu'elle cherchait des partenaires pour faire une offre d'achat sur Chrysler. L'offre de Magna a ensuite été surenchéri.
Le 14 mai 2007, DaimlerChrysler AG a annoncé qu'elle vendrait 80,1 % de sa participation dans le groupe Chrysler à Cerberus Capital Management pour un montant de 7,4 milliards de dollars américains. Le groupe Chrysler (DaimlerChrysler Corporation) deviendrait officiellement Chrysler Holding LLC (devenu Chrysler LLC à la fin de la vente), avec deux filiales - Chrysler Motors LLC (nouvelle dénomination de DaimlerChrysler Motors Company), qui produit les véhicules Chrysler / Dodge / Jeep, et Chrysler Financial Services LLC (nouvelle dénomination de DaimlerChrysler Financial Services Americas LLC), qui a repris les activités de Chrysler Financial. DaimlerChrysler AG a changé de nom et s'appelle désormais Daimler AG.
Chrysler LLC a dévoilé le nouveau logo de l'entreprise, une variante du logo Pentastar précédemment utilisé, et a lancé son nouveau site Web le 6 août 2007. Robert Nardelli est devenu président du conseil et chef de la direction. Dans le remaniement qui en a résulté, LaSorda a été relégué au deuxième rang des postes de président et vice-président du conseil de Chrysler LLC, Jim Press, ancien président de Toyota Motor Sales, USA, Inc., a été nommé coprésident et vice-président. Alors que les titres de LaSorda chez Chrysler LLC indiquaient officiellement qu'il était responsable de la fabrication, des achats et des approvisionnements, des relations avec les employés, du développement commercial mondial et des alliances, son rôle réel dans l'entreprise consistait principalement à trouver un nouveau partenaire ou acheteur pour Chrysler. Cerberus Capital serait moins intéressé par la reconstruction du constructeur automobile en tant qu'investissement à long terme, mais visait plutôt à générer un bénéfice à court terme par le biais d'un rachat par emprunt.
La nouvelle entreprise a connu son premier conflit de travail le 10 octobre 2007. Un délai de grève de 11 heures avait été fixé par la direction du syndicat United Auto Workers (UAW) en attendant la négociation fructueuse d'un nouveau contrat fondé sur le pacte avec GM. Alors que les pourparlers progressaient au-delà de l’échéance, la plupart des travailleurs syndiqués de Chrysler ont quitté leur emploi. Avec les spéculations des médias sur l'impact d'une longue grève, une annonce impromptue après 17 heures le même jour indiquait qu'un accord provisoire avait été conclu, mettant ainsi fin au débrayage après un peu plus de six heures.
Chrysler collabore avec la société indienne Tata Motors Limited : le mini-camion tout électrique Ace de Tata sera vendu par l'intermédiaire de la division Global Electric Motorcars de Chrysler. En février 2008, Chrysler avait annoncé qu'elle réduirait sa gamme de produits de 30 à 15 modèle. En août 2008, il a été signalé que Chrysler était en pourparlers avec Fiat.

#### Crise financière de 2008
En octobre 2008, Cerberus et General Motors ont discuté d'un échange de Chrysler avec 49 % du capital de GMAC dans GMAC, ce qui pourrait donner lieu à la fusion de deux des "Big Three" de Détroit. Ces discussions n'ont pas abouti et ont été interrompues le mois suivant. Le 24 octobre 2008, Chrysler a annoncé une réduction de 25 % (5 000 emplois) de son effectif salarié et contractuel en novembre 2008. La gouverneure du Michigan, Jennifer Granholm, a annoncé qu'elle-même, ainsi que 5 autres gouverneurs, avait envoyé une lettre au secrétaire au Trésor, Henry Paulson, et au président de la Réserve fédérale, Ben Bernanke, demandant un financement d'urgence pour les trois grands constructeurs automobiles de Détroit. Le même jour, General Motors a demandé 10 milliards de dollars au département du Trésor des États-Unis pour aider à la restructuration de son entreprise et de ses futurs frères et sœurs, Chrysler, afin de devenir une entreprise gigantesque.
Le 23 octobre 2008, Daimler a annoncé que sa participation dans Chrysler avait une valeur comptable de zéro dollar après déduction des amortissements et des charges.
Le 5 novembre 2008, il est publié que les ventes de Chrysler sur le marché américain avaient chuté de 34,9 % en seulement 12 mois. Une semaine plus tard, Robert Nardelli, PDG de Chrysler, a déclaré, dans un discours prononcé lors d’une conférence organisée par Ernst & Young, que la société ne pouvait rester viable que si elle nouait une alliance avec un autre constructeur, national ou mondial, et recevait également une aide gouvernementale. prise de participation. Quelques jours plus tard, Chrysler, aux côtés de Ford et de General Motors, a sollicité une aide financière lors d’une audience devant le Congrès américain à Washington, alors que les conditions s’aggravaient sous l’effet de la crise de l’industrie automobile. Les trois entreprises ont échoué et ont été invitées à élaborer un nouveau plan d'action pour la durabilité de l'industrie.
Au début du mois de décembre 2008, dans le contexte de la crise de l’automobile de 2008, Chrysler a annoncé qu’elle était dangereusement à court d’argent liquide et qu’elle ne survivrait peut-être pas au-delà de 2009. Après la défaite du plan de sauvetage du Sénat, Chrysler a déclaré qu’elle déposerait son bilan. et arrêter toutes les opérations en permanence. Le 17 décembre 2008, Chrysler a annoncé son intention d’arrêter la production de ses 30 usines de fabrication jusqu’au 19 janvier 2009. De plus, la division financière de Chrysler a annoncé qu’elle imposerait des frais aux concessionnaires possédant des stocks de voitures et de camions neufs non vendus. après plus de 360 jours, et exigera le paiement immédiat de tous les soldes restants sur les stocks de véhicules d'occasion non vendus au bout de six mois. Le 19 décembre, le président George W. Bush a annoncé un prêt au sauvetage de 13,4 milliards de dollars destiné aux constructeurs américains, dont Chrysler.
Les performances de Chrysler en 2008 ont été durement touchées comme les trois grands constructeurs américains, avec 398 119 automobiles et 1 055 003 camions vendus au cours de l’année.
Le 13 mars 2009, LaSorda a déclaré au Comité des finances de la Chambre des communes du Canada que l'accord initial entre GM et les TCA était insuffisant et que Chrysler exigerait une réduction de salaire horaire de 20 $, rompant ainsi le modèle de négociation des Autoworkers canadiens établi par GM. Il a suggéré que Chrysler pourrait se retirer du Canada si les TCA ne réalisaient pas d’économies plus substantielles. Le PDG de Fiat, Sergio Marchionne, avait également menacé de renoncer à la fusion si les TCA ne faisaient pas suffisamment de concessions pour égaler les salaires des "greffes" (usines américaines et canadiennes du constructeur étranger), ce que le syndicat a finalement accepté en réduisant les avantages. Chrysler LLC a depuis déposé son bilan, bien que Fiat continue de mettre en œuvre l'alliance stratégique,,.
Le 7 mars 2009, Jim Press, vice-président de Chrysler, a déclaré que le volume actuel des ventes était suffisant pour que la société reste active, car les ventes devraient augmenter dans les mois à venir. La direction de Chrysler a également noté que les ventes au détail du constructeur automobile en février étaient meilleures que celles de Ford, Chrysler continuant de réduire les ventes de son parc de véhicules à faible marge. Il a également déclaré que les volumes prévus pour 2009 se situaient dans les limites des estimations envisagées par Chrysler lors de la préparation de son plan de viabilité pour le gouvernement fédéral.
Le 30 mars 2009, la Maison-Blanche a annoncé qu'elle apporterait un soutien supplémentaire de 6 milliards de dollars à Chrysler, en prévoyant la conclusion d'une alliance avec Fiat avant la fin du mois d'avril.

### Soutien des garanties par le gouvernement américain
Le 30 mars 2009, le président Barack Obama a émis une garantie du gouvernement des États-Unis sur le passif des garanties de Chrysler, et a déclaré publiquement que le gouvernement des États-Unis soutiendrait les garanties sur les véhicules Chrysler en cas de cessation des activités de la société.

### Réorganisation du chapitre 11

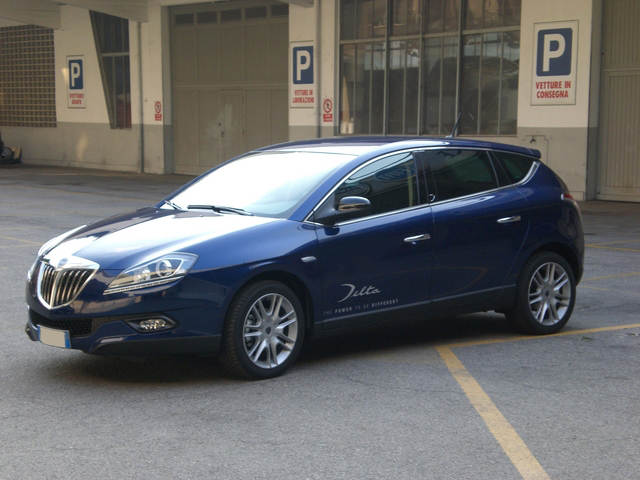
Lancia Delta vendue aux États-Unis sous le nom de Chrysler Delta.

Le 20 janvier 2009, Fiat S.p.A et Chrysler LLC ont annoncé la création d'un cahier des charges non contractuel leur permettant de former une alliance mondiale. Selon les termes de cet accord, Fiat pourrait acquérir 35 % du capital de Chrysler et accéder à son réseau de concessionnaires nord-américains en échange de la fourniture à Chrysler de la plate-forme lui permettant de construire des véhicules plus petits et plus écoénergétiques aux États-Unis, ainsi que d'un accès réciproque au réseau de distribution mondial de Fiat.
À la mi-avril, alors que l'intensification des discussions entre les deux constructeurs automobiles en vue de parvenir à un accord avant l'échéance du 30 avril imposée par le gouvernement, la participation initiale de Fiat serait de 20 %, ce qui aurait une certaine influence sur la structure de la direction générale de la société. Cependant, Fiat a prévenu que la fusion n’aurait pas lieu si Chrysler n’arrivait pas à un accord avec l’UAW et le Syndicat canadien des travailleurs de l’automobile. Le 26 avril 2009, il semblait que Chrysler soit parvenu à un accord avec les syndicats qui satisferait aux exigences fédérales, sans toutefois fournir les détails. Chrysler a déclaré que l'accord syndical "fournit le cadre nécessaire pour assurer la compétitivité du secteur manufacturier et aide à respecter les directives du département du Trésor américain". Chrysler a demandé la protection du chapitre 11 en matière de faillite devant le tribunal fédéral des faillites du district sud de New York, à Manhattan, le 30 avril 2009 et a annoncé une alliance avec Fiat,.
La Maison-Blanche et Chrysler ont exprimé l'espoir d'une faillite "chirurgicale" de 30 à 60 jours, qui permettrait de réduire les passifs de la société et de faire émerger une situation financière plus solide après la faillite. Les documents soumis par les tribunaux indiquaient qu'un plan de réorganisation serait présenté au tribunal dans les 120 jours, le 28 août 2009. Un responsable de la Maison Blanche a indiqué que le gouvernement fournirait un financement par débiteur d'un montant allant de 3 milliards USD à 3,5 milliards de dollars US et à l'issue de la restructuration de la faillite et des procédures judiciaires de Chrysler, la société serait admissible à un financement pouvant atteindre 4,5 milliards de dollars US pour la reprise des activités, pour un soutien gouvernemental total de 8 milliards de dollars US. Avant le dépôt de bilan, Chrysler avait reçu un financement de 4,5 milliards de dollars US du gouvernement américain, conformément à un plan de l'administration de George W. Bush, en décembre 2008, après que le Congrès américain eut refusé d'approuver une loi prévoyant des prêts fédéraux. Le jour du dépôt de la faillite, Chrysler avait annoncé qu'elle cesserait la plupart de ses activités de fabrication le 4 mai 2009 et reprendrait la production "à l'issue de la transaction, ce qui devrait être réalisé d'ici 30 à 60 jours".
Le 1er mai 2009, Chrysler LLC a déclaré faillite et LaSorda a démissionné de ses fonctions de président et de vice-président du conseil et s'est retirée, en dépit du fait que Fiat lui ait demandé de rester.
Le 14 mai 2009, Chrysler a demandé au tribunal de faillite de résilier les contrats de concession conclus avec 789 entreprises, soit environ 25 % de ses concessions.
Le 1er juin 2009, un tribunal américain des faillites a approuvé un plan précisant que la nouvelle société Chrysler s'appelait "Chrysler Group LLC". Le VEBA formé par United Auto Workers Union pour fournir des soins de santé aux retraités de Chrysler en détiendra 55 %. Les participations minoritaires seront détenues par les gouvernements Fiat (20 %), américain (8 %) et canadien (2 %). Fiat a annoncé son intention d’augmenter sa part à 35 % si Chrysler remplissait certains objectifs.
Le 8 juin 2009, la juge adjointe à la Cour suprême, Ruth Bader Ginsburg, assignée aux requêtes d'urgence émanant de la Cour d'appel des États-Unis pour le deuxième circuit, a suspendu les ordonnances du juge de la faillite autorisant la vente, en attendant une nouvelle ordonnance du juge Ginsburg ou de la Cour suprême.
Le 9 juin 2009, la Cour suprême a annoncé qu'elle refusait les demandes de suspension de la vente des trois fonds de l'Indiana, permettant ainsi la vente d'actifs à "New Chrysler",. Selon la décision et l'ordonnance de deux pages, les fonds de l'Indiana "n'ont pas assumé la charge" de démontrer que la Cour suprême devait intervenir. [92] Le département du Trésor américain a publié un communiqué dans lequel il déclarait: "Nous sommes heureux que pas un tribunal qui ait examiné cette affaire, y compris la Cour suprême des États-Unis, n'ait trouvé la moindre faute dans le traitement de cette affaire par Chrysler ou par le gouvernement américain." 92] Le projet de vente d'actifs devrait être clôturé le mercredi 10 juin 2009, lorsque les fonds destinés à financer la transaction seront transférés par le gouvernement. Fiat recevra des fonds propres dans la nouvelle Chrysler grâce à son apport de plates-formes automobiles servant de base à une nouvelle gamme de voitures Chrysler.
Le 10 juin 2009, soit 41 jours après le dépôt de la demande de protection de la faillite, la vente de la plupart des actifs de Chrysler à "New Chrysler", anciennement Chrysler Group LLC, était achevée. Le gouvernement fédéral a financé l'accord avec un financement de 6,6 milliards de dollars américains, versé au "Old Chrysler", anciennement appelé Old Carco LLC. Le transfert ne comprend pas huit sites de fabrication, ni de nombreuses parcelles de biens immobiliers, ni d'équipement. Les contrats passés avec 789 concessionnaires américains, qui ont été abandonnés, n’ont pas été transférés.
À l'origine, Fiat détenait une participation minoritaire de 20 % dans Chrysler Group LLC, avec l'option de prendre des participations supplémentaires pouvant atteindre 35 % si certains objectifs opérationnels et de capitalisation étaient atteints. Le fonds fiduciaire de soins de santé pour les retraités du syndicat United Auto Workers (Volunteer Employee Benefit Association) en était le principal propriétaire, avec 55 % lorsque Fiat a atteint son objectif de 35 %. Les gouvernements américain et canadien détenaient initialement des participations minoritaires de 8 % et 2 % respectivement dans la nouvelle Chrysler.
Le 24 mai 2011, Fiat a remboursé 7,6 milliards de dollars de prêts américains et du gouvernement canadien. Le 21 juillet, Fiat a acheté les actions Chrysler détenues par le Trésor américain. Avec l'achat, Chrysler est redevenu une propriété étrangère; Cette fois, le constructeur automobile italien Fiat a acquis la majorité et le contrôle de Chrysler. L’implication du gouvernement des États-Unis dans la faillite de Chrysler a coûté 1,3 milliard de dollars aux contribuables américains.

## Années 2010
Le début des années 2010 est marqué, pour le groupe Chrysler, du passage du groupe Daimler au groupe FIAT. Les modèles utilisant des pièces Mercedes-Benz tels que la Chrysler 300 de première génération, le Chrysler PT Cruiser, mais aussi la Chrysler Sebring utilisant le moteur diesel Volkswagen sont stoppés ou remplacés.
Les synergies ne seront donc plus faites entre Chrysler et Mercedes-Benz, mais entre Chrysler et le groupe FIAT :

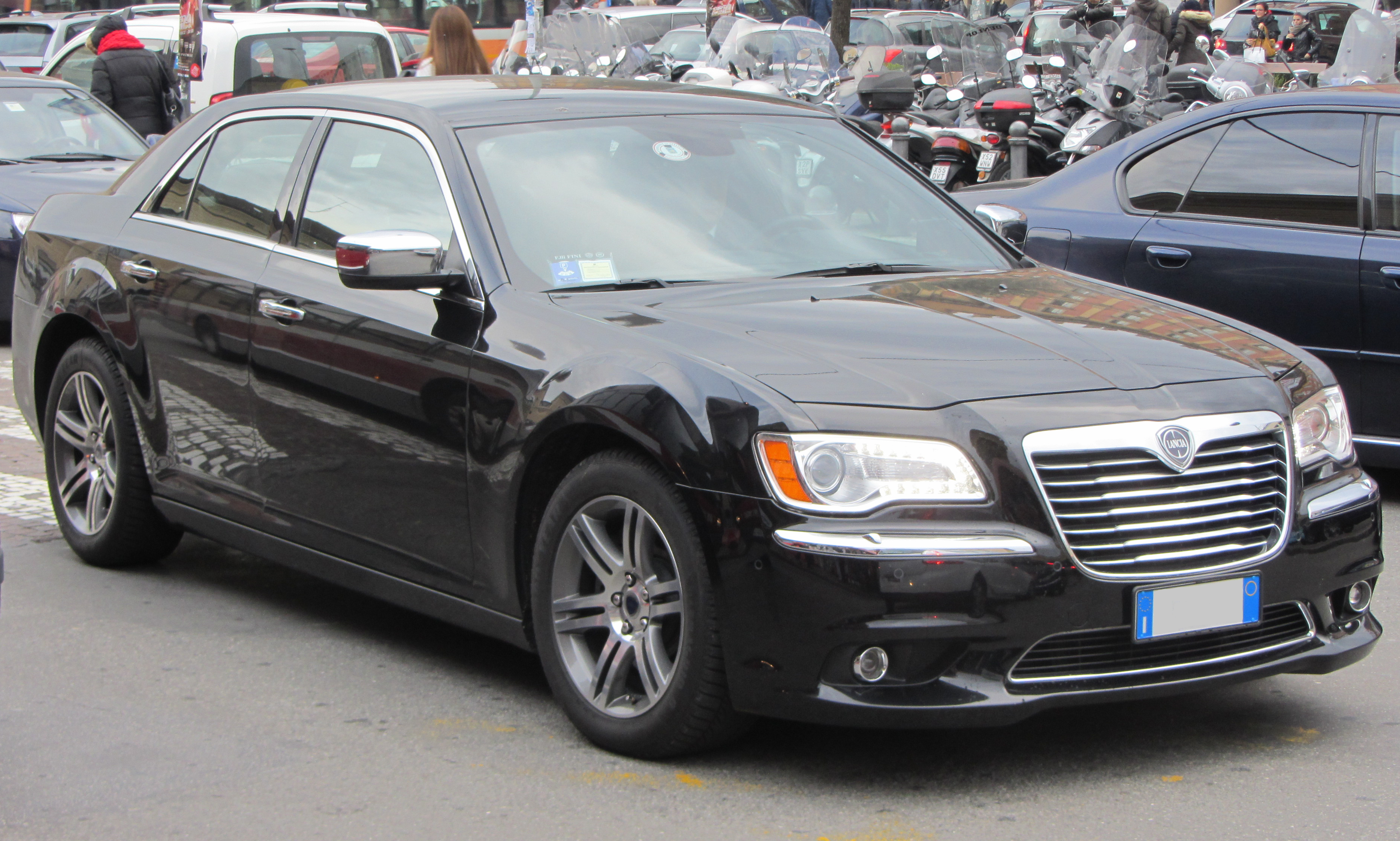
Lancia Thema, rebadgée d'une Chrysler 300.

- La Chrysler 300 actualisée est vendue en Europe sous le nom de Lancia Thema,
- La Chrysler 200 cabriolet sous le nom de Lancia Flavia
- Le Chrysler Voyager sous le nom de Lancia Voyager,
- Le Dodge Journey sous le nom de FIAT Freemont[67],
- La Lancia Delta est vendue sous le nom de Chrysler Delta au Royaume-Uni[68],
- La Lancia Ypsilon sous le nom de Chrysler Ypsilon
- Le Jeep Renegade est basé sur la FIAT 500X,
- Et la Dodge Dart est vendue sous le nom de FIAT Viaggio en Chine.

Cette stratégie s'est avérée plutôt efficace, surtout pour le Jeep Renegade qui a relancé la marque en Europe. Toutefois, les marques Chrysler et Lancia ont souffert de ces synergies. Beaucoup n'ont pas compris le système de rebadging, notamment à cause des différences de genres entre les 2 marques. La Lancia Thema II est d'un design similaire à la Chrysler 300, ce qui n'a pas plus aux passionnés de Lancia. Les passionnés de Chrysler n'ont pas compris non plus le fait de voir la 300 américaine rebadgée Lancia.
La marque Chrysler a alors été endormie par le groupe FIAT-Chrysler, ne dégageant pas de marges intéressantes.
En 2016, Chrysler présente le nouveau monospace Pacifica, proposant une technique hybride essence.

## Années 2020

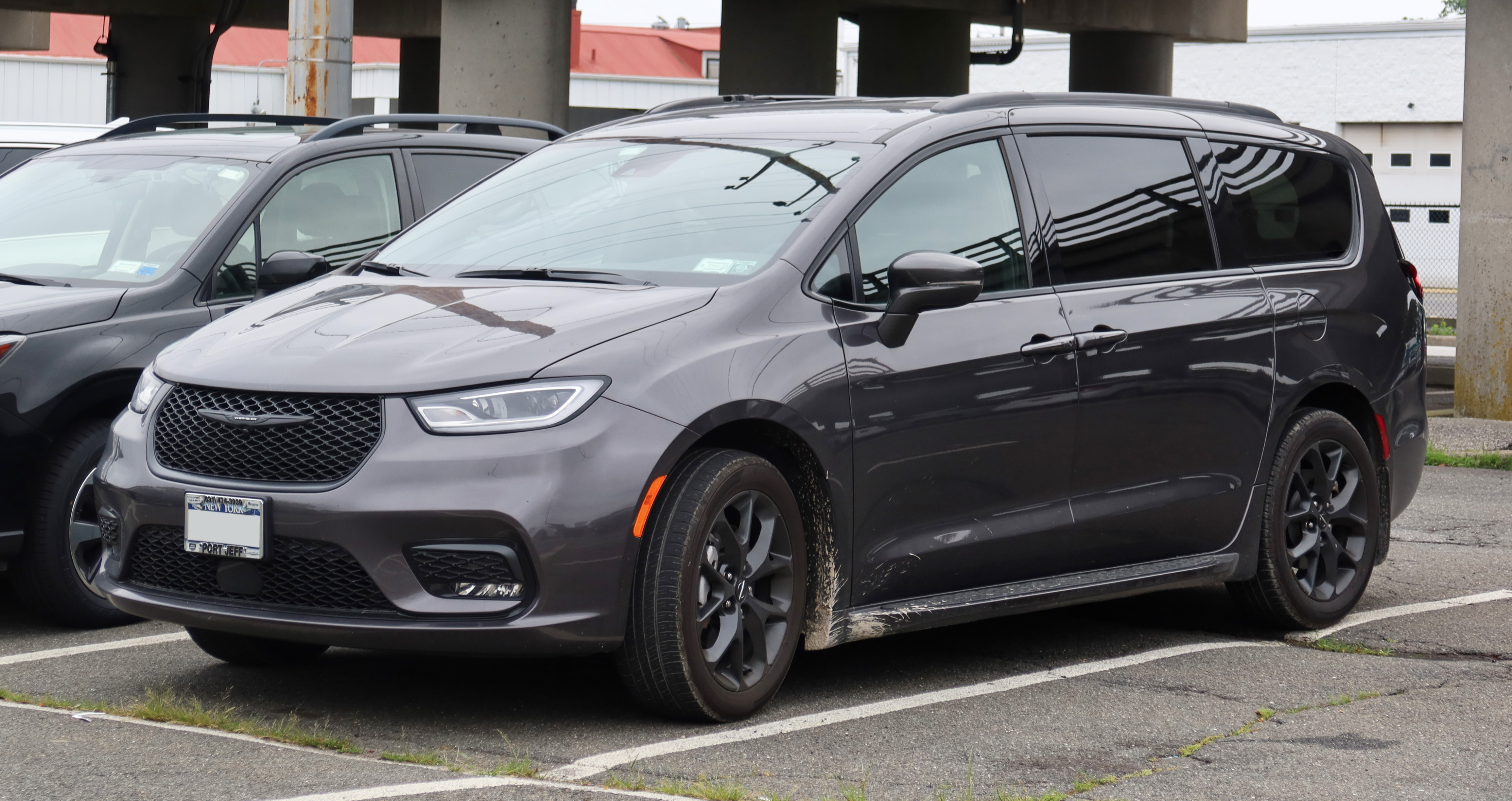
Chrysler Pacifica phase 2.

En 2020, Chrysler et Fiat Chrysler Automobiles présentent la Chrysler Airflow Vision, un concept-car à l'instrumentation entièrement numérique préfigurant la vision de l'avenir par le groupe. La même année, Chrysler présente la version restylée du Chrysler Pacifica pour son milieu de carrière, qui entrera en production en 2021. Malgré le déclin du secteur des monospaces, le Pacifica a connu son succès et est apprécié sur le marché américain.

### Ère Stellantis
En octobre 2019, Fiat Chrysler Automobiles et PSA annoncent leur projet de fusion. Le but est de créer un groupe à 50/50 entre les deux groupes. L'accord de combinaison fut signé le 18 décembre 2019, et le nom Stellantis fut annoncé au mois de juillet 2020. Les marques du groupe Chrysler représenteront 4 marques parmi les 14 du groupe, et aucune marque des deux groupes ne devrait disparaitre. Le 16 janvier 2021, Chrysler, Dodge, Jeep, RAM et SRT intègrent le groupe Stellantis. Le 18 janvier 2021, Carlos Tavares affirme que les marques "endormies", comme Chrysler et Lancia, pourraient bénéficier de nouveaux investissements. En septembre 2021, Stellantis nomme un nouveau dirigeant à la tête de la marque, Christine Feuell.
Plusieurs nouveaux concept-cars sont présentés au cours des années suivantes pour le renouveau de la marque.
Tout d'abord, lors du CES 2022, Chrysler a présenté un nouveau modèle, l'Airflow, avec une mise en production prévue pour 2024. Par ailleurs, la marque a aussi annoncé sa volonté de ne vendre que des modèles 100% électriques d'ici 2028.
Lors du CES 2023, la marque a également présenté le Chrysler Synthesis, montrant les différentes innovations qui seront présentes sur le futur Airflow. Plusieurs écrans sont présentés sur toute la planche de bord, ceux-ci intègrent un logiciel que Chrysler appelle STLA Smart Cockpit, qui comprend un assistant virtuel, divers modes d'affichage et des mises à jour en direct.
En février 2024, Chrysler présente la Chrysler Halcyon, un concept de berline autonome notamment équipé d'un système de recharge sans fil sur les routes équipées, permettant une grande autonomie.
Dans le même temps, la marque met fin à la production de la 300, produite depuis 2011 jusqu'en 2023 dans sa seconde génération. Le dernier exemplaire sort de la chaine de montage le 20 décembre 2023.

## Liste des inventions Chrysler[79],[80]
- La chambre de combustion hemisphérique, qui permet de meilleures performances et un meilleur rendement.
- Les alternateurs adaptés aux automobiles.
- Le filtre à huile remplaçable, créé en 1924 et disponible en série sur les modèles Chrysler dans les années 1930.
- Les supports moteur en caoutchouc, retenant le moteur dans du caoutchouc pour éliminer ou réduire considérablement les vibrations ressenties par le conducteur et les passagers. Auparavant, les moteurs étaient simplement boulonnés dans les châssis des voitures.
- L'overdrive automatique (1934), développé par Chrysler, fabriqué pour eux par Borg-Warner et fourni à ses concurrents. Il améliore l'économie de carburant et permet des vitesses plus élevées.
- La direction assistée (1951), développée pour aider le stationnement avec les nouveaux moteurs Hemi V-8 introduits cette année-là.
- L'ordinateur de bord embarqué pour contrôler le mélange air-essence et l'allumage électronique (1976). Ce système s'appelait « Lean Burn ». Il permettait de réaliser des économies de carburant et de réduire les émissions.
- L'alerte vocale électronique (1983), envoyant des rappels et des avertissements. En outre, il s’agissait d’une voix humaine entièrement numérisée et enregistrée, et non d’un disque (comme les véhicules japonais à la même époque).
- Le régulateur de vitesse, appelé "Autopilot", en 1958.
- L'ABS électronique, appelé "Sure Break", équipé de capteurs sur chacune des roues et d'un calculateur, tel l'ABS moderne. Ils furent montés par Bendix sur les Chrysler Imperial en 1971[81].

## Évolution du nom du groupe
- Maxwell Motor Company, 1904–1925
- Chrysler Corporation, 1925–1998
- DaimlerChrysler AG, 1998–2007
- Chrysler LLC, 2007–2009
- Chrysler Group LLC, 2009-2014
- Fiat Chrysler Automobiles (FCA US LLC), 2014–2021
- Stellantis, 2021-

### Liens extérieurs
- (en) Chronologie historique de l'entreprise (1889 - 2018)